# Nicaise Ellebaudt
Œuvres principales
- Traduction de De natura hominis de Némésios (1565)
- Discours De calice laicis permittendo rédigé pour Andreas Dudith à l'occasion du concile de Trente
- Correspondance avec de nombreux contemporains célèbres (notamment Gian Vincenzo Pinelli, Paul Manuce, Charles de L'Écluse)
- Poèmes en latin et en grec
- Traduction de la guerre des Gaules de Jules César
- Traduction d’Aristote (Grande Morale, Poétique)
- Traduction d’Aristophane
- Traductions latines, entre autres des Thesmophories et de Lysistrata
- Annotation avec Nicolas Sophianos de la Syntaxe d'Apollonios Dyscole

Compléments
Nicaise Elleboode ou Nicasius (van) Ellebo(o)de (en latin Nicasius Ellebodius Casletanus) est un enseignant, médecin, philosophe, philologue, traducteur, conseiller, collectionneur et poète flamand du XVIe siècle, né à Cassel (actuellement en France, alors ville du comté de Flandre), en 1535, mort à Pozsony (Bratislava, alors ville de Hongrie), le 4 juin 1577. Les chercheurs contemporains le considèrent comme l'un des plus éminents philologues grecs de son siècle. En effet, dans les dernières années, de nombreuses contributions élogieuses ont été écrites dans la littérature professionnelle internationale et hongroise,. Il est notamment particulièrement remarquable dans l'émendation, l'explication et la traduction latine de divers textes dont ceux d'Aristote et d'Aristophane. Il a également parcouru l’Europe (France, Belgique [comté de Flandre], Italie [États de l’Église], Espagne, Slovaquie, Hongrie). À ce titre, il a relié les extrémités des possessions de la maison de Habsbourg. En plus d'Erasmus et de Justus Lipsius, il est important de mentionner Ellebaudt en tant que figure importante des relations entre les Pays-Bas espagnols et la Hongrie à l'heure de l’humanisme. Bien que ces trois personnages ont joué un rôle important dans la vie spirituelle du bassin des Carpates, seul Ellebaudt vivait et travaillait géographiquement en Hongrie.

## Biographie

### Naissance et jeunesse
Ellebaudt est né à Cassel en 1535. Il est le fils de Hector Elleboode et de Jacqueline Feuts. La famille Elleboode est une famille de petits propriétaires terriens très cultivés et présente depuis des générations dans la châtellenie de Cassel et ses environs (principalement à Lederzeele). Il est, par sa mère, apparenté à la famille Drieux et donc à Michel Drieux (fondateur du collège Driutus à l'université de Louvain) et à Remi Drieux (évêque de Léwaerde puis évêque de Bruges).
Comme le rapporte Jean Baptiste Nicolas Coomans : « on ne sait de sa jeunesse que les quelques particularités qu’il rapporte lui-même dans ses lettres scientifiques, reproduites par Pierre Bert, longtemps après sa mort ». En effet, Pierre Bert (Petrus Bertius), dans son livre « Illustrium & clarorum virorum epistolae selectiores, superiore saeculo scriptae vel à Belgis, vel ad Belgas », reproduit quelques lettres d'une correspondance entre Adrien Vander Mylen et Ellebaudt.

### Années de formation
Il commence ses études à l’École des Ignorantins de Gand avant de s'inscrire à l'université de Louvain le 28 août 1549. Il étudiera à la Pédagogie du Lys (Paedagogium Lilii aussi appelé Collège du Lys). Notons que les universités médiévales étaient des structures nébuleuses provenant de la réunion de différents collèges (ou pédagogies) autonome(e)s (Universitas signifiant « corporation ». Il était un protégé d'Antoine Perrenot de Granvelle, alors évêque d'Arras. Entre 1549 et 1554, il y étudia principalement la rhétorique et la littérature grecque et latine. Il faut préciser que la maîtrise de la langue latine, qui était alors d’un usage universel en Europe, lui permet de se sentir partout chez lui. En plus du grec et du latin, tout comme les membres de sa famille, habitants dans la zone flamandophone de France (Lederzeele dans le Westhoek) mais à l’intersection avec la zone francophone (Saint-Omer), il maîtrisait à la fois le français et le flamand occidental (langue maternelle).
En avril 1554, Ellebaudt alla étudier à Rome et fut admis au Collegium Germanicum et Hugaricum. Son nom fut introduit dans le matricule en 1555 ou il a écrit lui-même son nom dans le iuramentorum du Collegium Germanicum Liber : Nicasius Ellebodius Casletanus dioecesis Morinensis. Il est la seule recrue de l’année 1554 mais il a fait partie des cinquante-sept jeunes embauchés du vivant d'Ignace de Loyola. À titre de comparaison, en 1552, il y avait vingt jeunes Flamands en provenance de Louvain au Collegium Germanicum et Hugaricum. On peut considérer qu’Ellebaudt était donc un membre tardif de ce flux de flamands.
Selon Ignace de Loyola, des jeunes de 15 à 20 ans, avec des capacités rares, étaient recrutés comme nouveaux entrants : Ellebaudt avait apparemment été admis au Collegium Germanicum et Hugaricum en raison de son talent exceptionnel. L'enseignement de Collegium Romanum, fonctionnait sur le modèle des universités de Paris et de Louvain ; on y étudiait la théologie, la physique, les mathématiques, la logique et les sciences humaines. Ellebaudt a été influencé par cette instruction qui suivait la règle d'Ignace de Loyola selon laquelle les novices, lorsqu'ils connaissaient assez bien le latin, ne pouvaient plus que parler en italien durant une année complète. L'italien était alors la langue commune de ce collège multinational. Tandis que la ville de Rome et l'Italie devenaient la seconde maison de ces étudiants.
Selon Steinhuber, l'historien du Collegium Germanicum, le parcours ultérieur des nouveaux inscrits le conduit à la conclusion que la formation de ce collège était de premier ordre. Durant 18 mois, Ellebaudt étudia avec une assiduité particulière la philosophie, la théologie et les langues classiques (Grec et Latin). Les notes qu’il a prises au cours de ses études à Louvain puis à Rome donnent une image détaillée de l’attitude, alors catholique, et du lien entre humanité et religion à l’époque de la Renaissance. Il est à noter que pendant son séjour en Italie, une bonne partie de sa correspondance s'effectuait en italien (langue qu’il maîtrisait parfaitement à l’écrit comme à l’oral).

### Vie active: entre professorat, voyages et études à l'université de Padoue
À l'automne 1556, il quitte Rome pour Vienne où il travailla comme conseiller.
Depuis la prise d'Esztergom par les Turcs en 1543 faisant suite à la célèbre bataille de Mohács (août 1526), Pozsony et Nagyszombat (l'actuelle Trnava) accueillent la cour royale de Buda et l'administrateur de la province ecclésiastique d'Esztergom. À cette époque, sous l'archevêque Paul Várday (1526-1549), les parties résidentielles du palais primatial de Pozsony (Primaciálny palác) ont été reconstruites en un manoir de la Renaissance sur le site de l'ancienne la maison épiscopale de l'archevêque d'Esztergom datant du Moyen Âge (1370), où vivaient les administrateurs des biens de l'archevêque. Chacun des archevêques qui résidaient ici, dont Miklós Oláh (archevêque d'Esztergom de 1553 à 1568), l'a constamment amélioré. Notons que le bâtiment actuel a été reconstruit en 1721, dans le style baroque, sous l'impulsion de l'archevêque Imrich Esterházi (1725-1745). Si Pozsony est devenu la capitale et la ville de couronnement de la Hongrie royale, c'est Nagyszombat qui assume le rôle de centre culturel et religieux du pays.
L'importance du chapitre Esztergom dans la ville de Nagyszombat était grande. Le chapitre comptait 24 membres et un collège de prêtres relativement important. C'était également le siège de l'archevêque d'Esztergom avec une suite. L'archevêque avait des collègues dans l'administration de l'église, le judiciaire, les questions économiques et politiques et l'éducation, car le chapitre avait sa propre école et son propre séminaire. Miklós Oláh (archevêque de 1553 à 1568) a réformé l'école capitulaire et l'a fusionnée avec l'école de la ville. L'école municipale a alors atteint un niveau d'éducation élevé lorsqu'elle fut combinée avec l'école-chapitre. Peu de temps après, Miklós Oláh a créé un collège Jésuite puis un séminaire (en 1567). C’est le 18 août 1561 que la construction du Collège des Jésuites à Nagyszombat a commencé sur le site de l'actuelle Université de Trnava.
C’est donc en 1558, Miklós Oláh, archevêque d'Esztergom et chancelier du royaume de Hongrie, crée la nouvelle académie de Nagyszombat. Miklós Oláh recruta Ellebaudt comme l'un des trois magistri (professeur de première catégorie) de l’école capitulaire de Nagyszombat. Ellebaudt y était chargé de l'enseignement des langues classiques et de la littérature grecque et latine à raison de sept heures par semaine. En effet, la lettre du recteur du Collège des Jésuites à Vienne, Joannes de Vitoria: Nicasio fiamingho, il qualle stette nel collegio di Thodeschi in Roma, lege 7 letioni di greco in tutta la setimana [Nicasio fiamingho, qui est resté au collège de Thodeschi à Rome, lit sept leçons de grec tout au long de la semaine]. Parmi les professeurs de cette école figuraient en plus de Nicaise Ellebaudt plusieurs personnalités dont Peter Illicinus (hu) (qui a été à partir de 1558, le directeur de l'école du chapitre et gouverneur de la ville de Nagyszombat selon la nomination de Miklós Oláh) ou encore Nicholas Telegdi. En 1560, Ellebaudt semble avoir été promu directeur de l'école de Nagyszombat lors de l’obtention de son canonicat en remplacement de Peter Illicinus (hu) (voir ci-dessous),
Lorsqu’il était en résidence à Nagyszombat, Ellebaudt habitait sur la rue Kapitulská (rue du chapitre) dont les maisons servaient de résidences aux chanoines (qualifiés de chanoine d'Esztergom), aux prêtres, aux clercs et aux professeurs. Le 26 juillet 1560, bien que n'étant pas prêtre, il y fut nommé chanoine laïc du chapitre cathédral d'Esztergom (délocalisé alors à Nagyszombat), ce qui lui assura une prébende (rémunération attaché à la charge de chanoine) qui lui permettra, notamment, de poursuivre ces études à l’université de Padoue (voir ci-dessous). Lorsqu'il séjournait à Poszony, Ellebaudt habitait également dans la rue, nommée actuellement, Kapitulská (rue du chapitre) qui est encore de nos jours l'une des plus belles rues de Bratislava. De nos jours, elle comprend toujours les résidences des chanoines ainsi que le palais du Prévôt (sk) (reconstruit en 1632), le collège des jésuites (construit en 1630 sous l'impulsion de Péter Pázmány) et le collegium Emericanum (sk) (de style Renaissance, construit entre 1641 et 1642 sur l'emplacement d'une ancienne maison médiévale).
A Nagyszombat, Ellebaudt participa également au programme de réforme catholique de l'archevêque Oláh. Dans ce cadre, il y a eu un conseil tenu à Nagyszombat, convoqué par Oláh, le 23 avril 1561, où Ellebaudt a donné une conférence en latin avec éloquence. Cette conférence, intitulée De authoritate et necessitae conciliorum, fut très appréciée du public. Par ailleurs, les traits rhétoriques et dogmatiques du discours reflètent les connaissances précédemment acquises par Ellebaudt au Collegium Germanicum et Hugaricum.

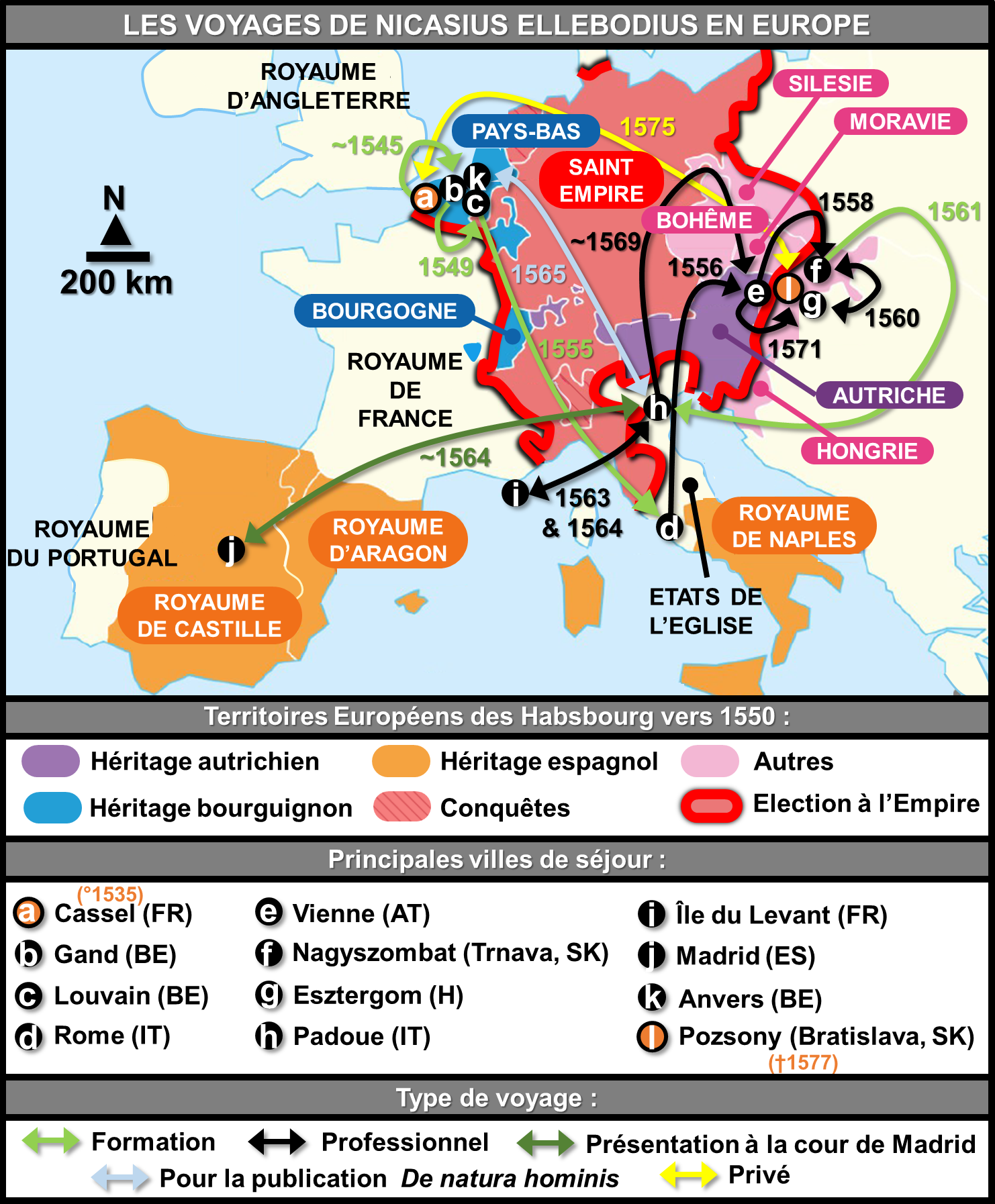
Voyages d'Ellebaudt à travers l'Europe.

A la fin de l’année 1561, lorsque les jésuites prirent officiellement en mains l'académie de Nagyszombat, à la suite de la création du collège jésuite par Oláh (voir ci-dessus), Ellebaudt repartit pour l'Italie et s'installa à Padoue, où il poursuivit ses activités de philologue ceci étant rendu possible en raison du canonicat obtenu à Esztergom. Pendant ses études, Ellebaudt se perfectionne en grec ancien et, sous l'impulsion de sa famille et de ses compagnons humanistes, il se mit aussi à étudier la médecine en plus de la science générale. Il obtint ses deux doctorats de l’université de Padoue en Philosophie et Arts et en Médecine en 1563.
Il se lia alors intimement avec l'humaniste Gian Vincenzo Pinelli, chez qui il vécut, qu'il appelle mio padrone dans ses lettres et qui lui ouvrit sa grande bibliothèque. Il travailla Dès lors sur les textes antiques avec Nicolas Sophianos, Sigonius et Piero Vettori notamment pour des éditions de Paul Manuce, autre de ses amis, et avec lequel il entretient d'excellentes relations et chez qui il passe quelques mois à Rome. Il a également d'excellentes relations avec Denis Lambin de Paris et Piero Vettori de Florence.
Bien qu’il soit présenté, courant 1564, à la cour de Madrid sous le règne de Philippe II d’Espagne, il choisit de vivre dans une certaine indépendance, loin du service de courtisan, pour se consacrer à ses travaux (l'Otium litteratum) car la servitude l'insupportait, ce qui ne fut pas sans retentissement dans sa carrière. À l’image d´Érasmus, il choisit de mener une vie d’indépendant : tout ce qui aurait pu entraver sa liberté de pensée est mis de côté.
En 1563-1564, il fit deux voyages archéologiques à l'Île du Levant aux frais de Pinelli. Il rapporta de ces voyages de nombreuses antiquités. En 1565, il se rendit à Anvers pour y publier chez Christophe Plantin son édition du De natura hominis de Némésius d'Émèse. Durant cette période, il accompagne dans ses études Fausto Veranzio (neveu d'Antonio Veranzio, archevêque de Strigonie (Ezstergom) qui deviendra un célèbre inventeur à l'image de Léonard de Vinci ; il sera lexicographe par la suite. Ellebaudt, qui semble être le tuteur privé du neveu de l'archevêque, alors étudiant à Padoue, le guide notamment dans la découverte du corpus d'Aristote. Ainsi dans sa lettre du 12 novembre 1569, Ellebaudt écrit au primate : « Faustus fratris tui filius, deditus bonarum artium studiis, a me contendit, ut sibi iter patefacerem, ac quasi lumen praeferrem ad Aristotelis libros cognoscendos, qui sunt subtilissime scripti de ratione dicendi ».
Outre ses activités d'enseignant, de philologue, de médecin, de poète et d'acheteur de livre, il fut de nouveau conseiller à Vienne aux alentours de 1569.

### Retour à Pozsony: médécine et philologie
En 1571, il fut rappelé en Hongrie par István Radéczy (hu) alors évêque et conseiller royal de Várad (de 1567 à 1572). Il est à noter qu'István Radéczy fut envoyé Ferdinand Ier au pape comme ambassadeur. À cette occassion, il reçut le monastère de Skalka (appelée Velká Skalka, municipalité Skalka nad Váhom dans le district de Trenčín). C'est, son patron, l'archevêque Miklós Oláh, qui le nomme chanoine d'Esztergom, puis grand prévôt du chapitre. C'est probablement à cette époque qu'il rencontre Ellebaudt. En 1568, il reçut la prévôté de Pozsony (Bratislava). Il est fait évêque de Nagyvárad (l'actuelle Oradea Mare en Roumanie) de 1568 au 15 mai 1573. À partir de juillet 1573, il est fait évêque d'Eger. De 1573 à 1585, il est gouverneur royal de Hongrie à la suite de Miklós Oláh (1562-1568), de Paulus Bornemisza (1568-1572) et d'Antonio Veranzio (1572-1573). Le siège de la prévoté (Prepoštský palác (sk)), où loge István Radéczy (hu), à partir de 1568, est situé sur la rue Kapitulská (rue du chapitre). Selon des documents historiques, en 1311, la prévôté était été déjà localisée sur cette parcelle : sous le bâtiment actuel au niveau de l'aile principale est. Le bâtiment a été reconstruit dans le style baroque dans la période 1631-1632. En 1776, le palais du prévôt a ensuite été prolongé par deux ailes latérales de trois étages de part et d'autre de la cour d'honneur. Il abrite maintenant la Faculté de théologie de l'Université Comenius de Bratislava.

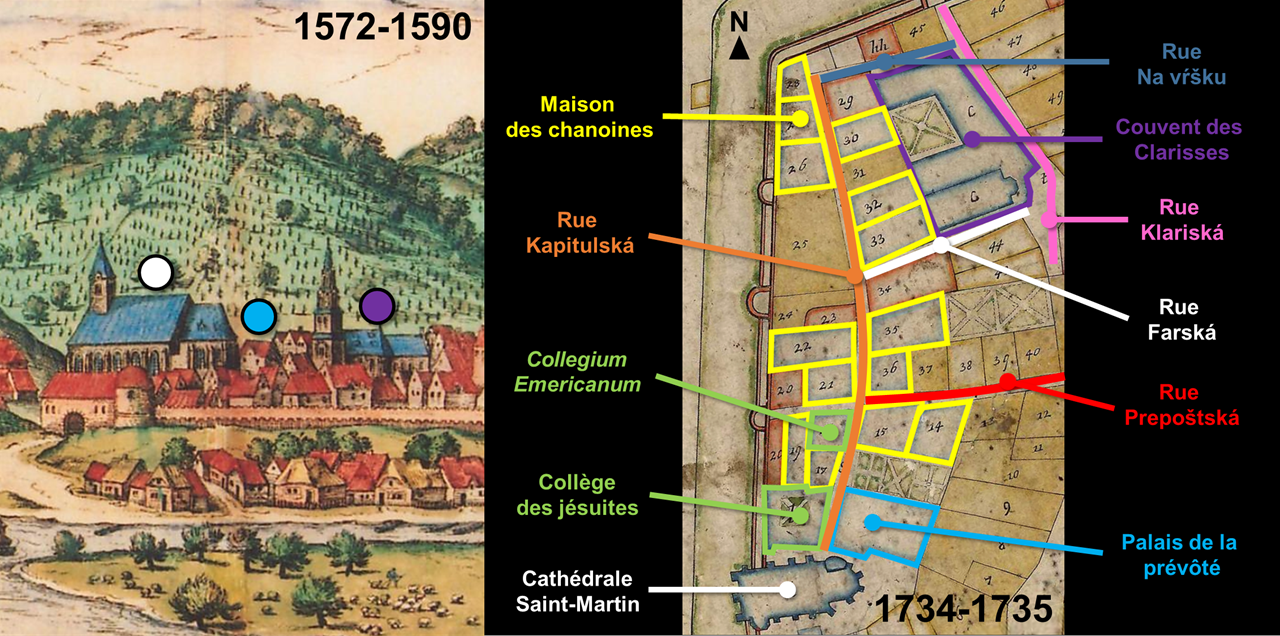
Vue de Pozsony de J. Hoefnagel & F. Hogenberg (entre 1572 et 1590) et plan de J. K. Burgstaller (entre 1734 et 1735).

C'est dans ce contexte qu'István Radéczy (hu), célèbre pour sa cour d'érudits, accueille Ellebaudt à Pozsony et lui fit accorder de nouveaux bénéfices. Ellebaudt s'établit définitivement, jusqu'à sa mort, à Pozsony en tant que docteur en philosophie et en médecine. Il devint le médecin de la cour d’István Radéczy et des nobles locaux. Il était proche du haut clergé, vivait dans le palais de Radéczy (Prepoštský palác (sk) de 1573 à sa mort) et étudiait avec lui les auteurs classiques. D’autre part, il collectionnait avec lui des minéraux et des « bizarreries » à travers la constitution d'un cabinet de curiosités. Une grave maladie qu'il contracte à l'automne 1573 ne l'empêche pas d'accompagner István Radéczy, nommé gouverneur de Hongrie en 1573, dans ces nombreux déplacements.
Loin de sa patrie, loin de l'Italie (déchirée par la guerre civile), c'est dans la capitale du royaume de Hongrie qu'Ellebaudt trouve la sérénité et l’indépendance nécessaire à son travail de philologue. Dès son arrivée à Pozsony en mai 1571, il se consacre à cette activité en plus de la médecine. Il rédige alors de nombreux manuscrits (dont certains sont encore inédits de nos jours). Par exemple, il développe sa propre interprétation de La Poétique d’Aristote (Poetica). Cet ouvrage, intitulé « In Aristotelis librum de Poetica Paraphrasis et Notae », a été publié, en intégralité, en 2014. Cette œuvre, dans le pur esprit de l'aristotélisme de Padoue, est considéré par les chercheurs modernes comme devant être « élevée aux plus hautes réalisations de la théorie littéraire et de la pensée philologique en termes de contenu et de forme ».
Malgré la situation de guerre en Flandre, il se rendit dans son pays natal en 1575, où ses parents étaient encore en vie. Peu de temps après, il revint à Pozsony et fit venir sa bibliothèque et son frère Jan Elleboode (qui apparaît furtivement dans la correspondance de Nicaise). Par exemple dans sa lettre du 8 Mai 1572 à Gian Vincenzo Pinelli: « Non so si V. S. [Signoria Vostra] hara ricevuto la mia ultima, dove Gli scrivo alcuni nomi molti strani di simplici, mandatemi dal mio fratello ». Ce dernier, qui était prêtre, fut nommé chanoine du chapitre collégial de Pozsony. Ellebaudt, qui n'aimait pas la vie de cour et les obligations qui en découlaient, se sentait libre à Pozsony en tant que membre de la Respublica Litteraria européenne (République des Lettres). De plus, en raison de sa grande notoriété, on venait le consulter à Bratislava depuis la Sicile ou le Danemark, « c’est-à-dire à 400 lieues de distance. Il fallait que sa réputation fût immense pour que de pareils faits fussent possibles, dans un temps où les noms circulaient avec autant de difficulté que les voyageurs ».

### Mort et réactions

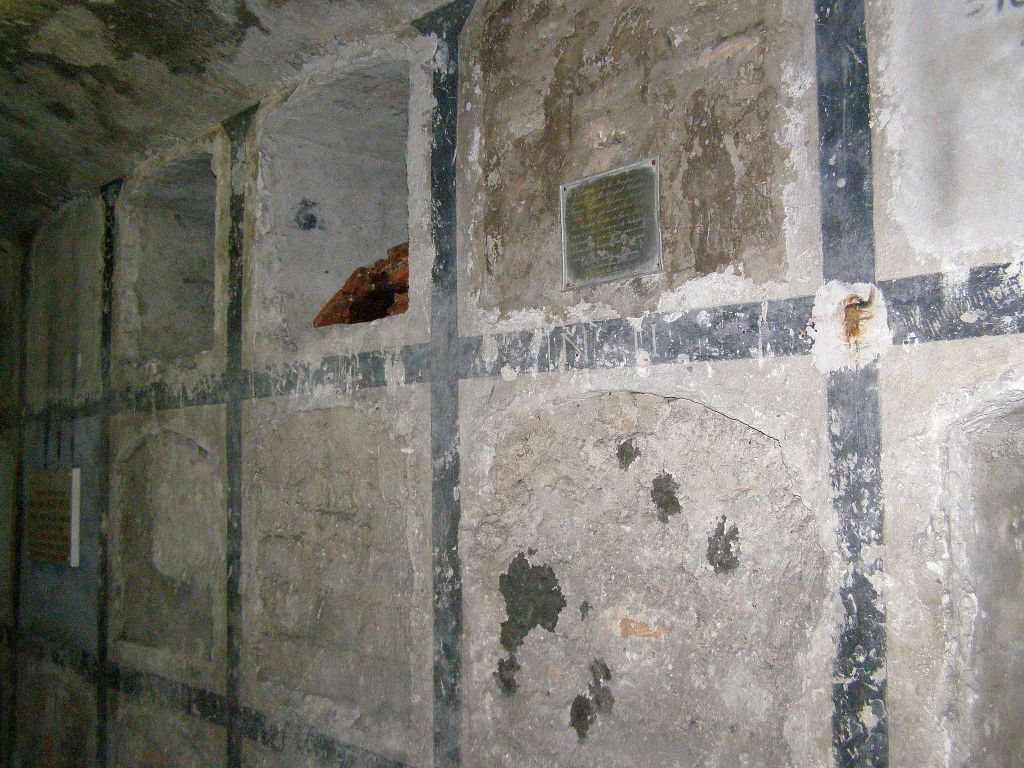
Sites funéraires de la crypte de la cathédrale.

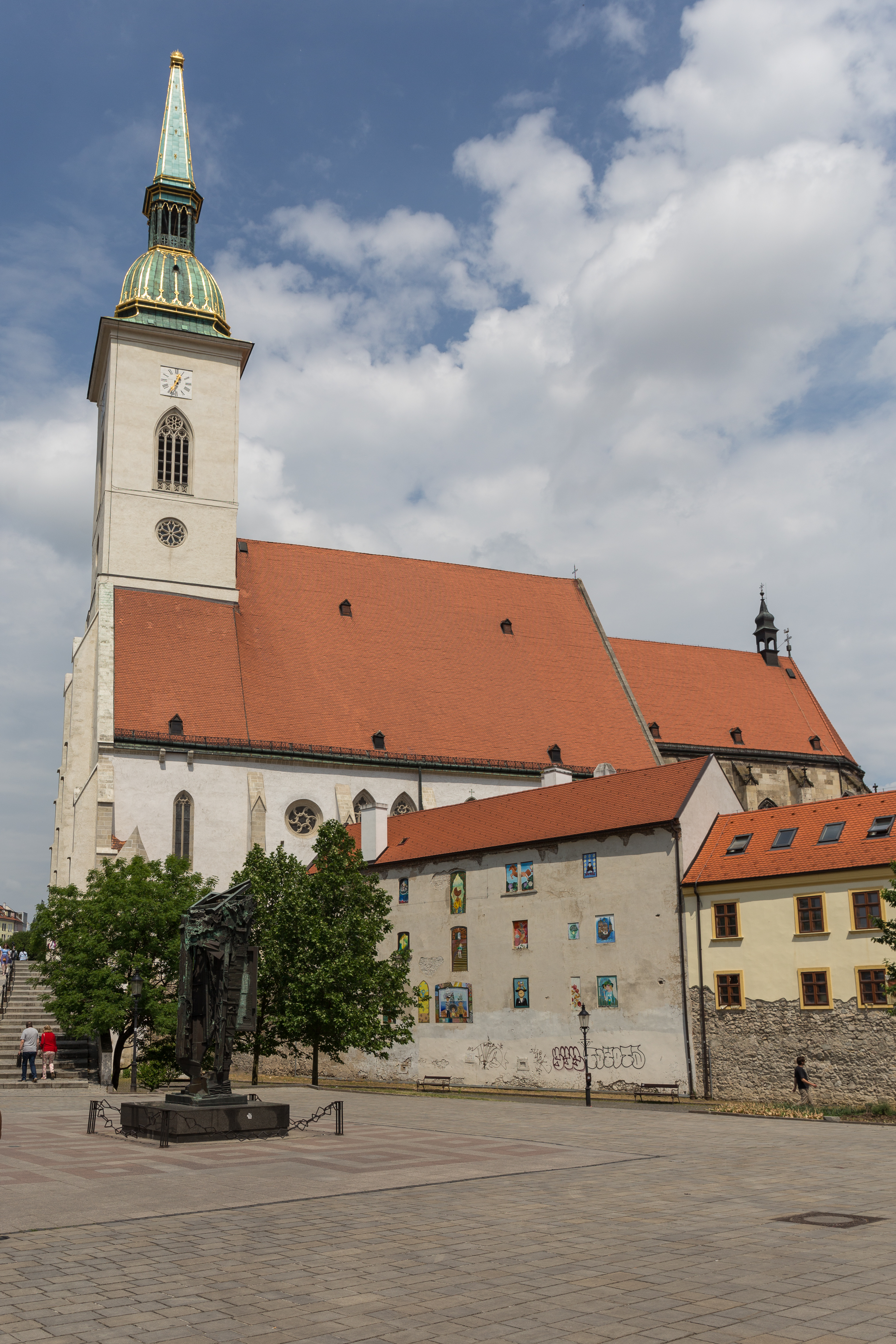
Cathédrale Saint Martin de Bratislava.

Il n'avait que 42 ans lorsqu'il a été infecté par la peste en soignant des pestiférés. Certaines sources indiquent qu’il a été infecté par la fille de Kristóf Ungnad et Anna Losonci (hu) (1553-1595). Il trouva la mort à Pozsony, le 4 juin 1577 d’après Juste Lipse entre deux et trois heures de l’après-midi (voir, la section « Hommage », ci-dessous). Il est à noter que cette épidémie de peste contenue par les autorités vénitiennes a été répandue en raison d'une erreur de diagnostic de son ami Girolamo Mercuriale, qui, sollicité en tant qu'autorité médicale, fit lever les barrières sanitaires sagement instaurées par les autorités de Venise (c'est l'épisode de la peste de Venise entre 1575 et 1577). La pierre tombale d’Ellebaudt se dresse, actuellement, sur le mur sud de la cathédrale Saint-Martin de Pozsony. La dépouille d'Ellebaudt a surement été placée dans la partie souterraine de la cathédrale sous la chapelle Sainte-Anne (à environ 6 m sous terre). On y trouve un dédale de couloirs avec les sépultures de nombreuses personnalités, telles que les sarcophages des archevêques, les tombes des chanoines et des autres dignitaires ecclésiastiques, les membres de la dynastie Pálffy, les présidents du comté historique de Pozsony (seule la crypte dit canonique et urbaine est accessible aux visiteurs).
Selon l'épitaphe de Miklós Istvánffy, les connaissances acquises par Ellebaudt, durant sa vie, n'étaient pas inférieures à celle du fils de la célèbre cité de Stageira (Stagire, ancienne cité de Macédoine, connue pour être le lieu de naissance d'Aristote) et dont les Belges, les Allemands, les Pannons et les Ausones pleurent la disparition (voir, la section « Hommage », ci-dessous).

## Vie académique et relations

### Académie du Tilleul
Ellebaudt participe alors activement à la vie de l'académie de Pozsony : il était un membre respecté des « scientifiques » littéraires et des autres érudits de Pozsony qui échangeaient des idées et des écrits alors qu'ils étaient assis sous le célèbre tilleul du jardin du palais d'István Radéczy. En effet, le jardin de l'évêque était un véritable Hortus Musarum (jardin musée) et le palais de Radéczy constituait un point de rencontre pour les érudits, les poètes et les humanistes.
Ce groupe de « scientifiques » littéraires, formé au début des années 1570, s’est constitué autour des membres de l'entourage de Miklós Oláh qui avait réussi à réunir, dans les années 1550 et 1560, d’excellents humanistes (voir ci-dessus). Notons que cette nouvelle société est qualifiée par Tibor Klaniczay « d’Académie du Tilleul ». Autour d’Ellebaudt, on retrouve : János Zsámboky et Miklós Istvánffy. Les principales sources de nos connaissances sur « l'Académie du Tilleul » proviennent des poèmes d’Istvànffy, qui exaltent surtout l'activité poétique en latin du groupe.
Extrait d'un poème de Miklós Istvánffy sur les membres de « l'Académie du Tilleul » :
« ... nec abest Purchyrhius atque
Nicasius, quibus ore loqui dat Musa rotundo,
seu verbis sit opus Graiis, seu forte Latinis,... »
Cependant, les discussions ont probablement embrassé tout l'éventail des sciences. En effet, Zsámboky et Ellebaudt, bien qu’ils furent parmi les meilleurs éditeurs et commentateurs des textes antiques, étaient aussi médecins, tout comme leur ami presbourgeois, le poète György Purkircher (hu), et s'occupaient aussi de sciences naturelles. C’est probablement pour cette raison que Charles de L'Écluse (Carolus Clusius), l'un des fondateurs de la botanique moderne, qui séjourna à Vienne entre 1573 et 1588, fit de fréquents voyages en Hongrie, et devint ainsi une sorte de membre associé du cercle presbourgeois. Dans un sens plus large, les membres comprennent également l'aristocrate hongrois le plus cultivé de l'époque, le savant Boldizsár Batthyány, et le professeur viennois Elias Corvinus, ancien condisciple à Padoue de György Purkircher et d’Ellebaudt, qui s'adonnait avec Batthyány à des expériences alchimiques, et qui consacra également un poème au célèbre tilleul. Malgré l'absence de statuts, d'une liste des membres, et même d'un nom permanent que le groupe se serait donné, ce groupe qui se réunit régulièrement à l'ombre d'un tilleul dédié à Apollon, doit être considérée comme une société dont le fonctionnement répond de façon indiscutable aux critères de l'activité académique.

### Relations et cercle d'amis
Ellebaudt fut également proche de savants comme Girolamo Mercuriale, Melchior (Wieland dit) Guillandinus (it) (responsable du jardin botanique de Padoue), Gabriel Fallope, Joachim Camerarius, Andreas Dudith (Duditius), Juste Lipse, et Denis Lambin. Il fréquentait aussi des artistes comme Philippe de Monte (Filippo di Monte, compositeur) ou les vendeurs d'art Jacopo Strada et Nicolas Stoppio (en) ainsi que le Bibliothécaire Imperial et le juriste Hugo Blotius il soutint la candidature, et de nombreux autres poètes et savants de son époque. Il entretient des contacts assez étroits avec le poète Charles Utenhove (de), Márton Berzeviczy (en), Antal Verancsics, Antonio Riccoboni, Domenico Francesi, Ferrante Imperato et Paolo Aicardo.
Cependant, les relations d'Ellebaudt avec ses « amis » n'ont pas toujours été simples. Par exemple, avec János Zsámboki, on a souvent l'impression qu'il lui était plus facile d'aimer quelqu'un qui vit très loin plutôt que d'entretenir de bonnes relations avec un partenaire intellectuel proche. Effectivement, à son retour d'Italie (États de l'Église), après un séjour de dix ans, Ellebaudt eu comme premier geste de rendre visite à ses « amis » dès son arrivée à Vienne en 1569, notamment, l'antiquaire impérial Strada et l'historien impérial Zsámboki. Selon Ellebaudt, lorsqu'il a voulu rendre visite à Zsámboki, cet « âne » a envoyé sa femme de chambre pour nier sa présence. Cependant, il convient de noter qu'Ellebaudt aurait pu se tromper, puisque Zsámboki quittait souvent Vienne pour se rendre dans son village natal (Nagyszombat, actuellement Trnava). Même si, plus tard, Ellebaudt faisait souvent appel aux services de Zsámboki (il le consultait pour des questions d'ordre philologique ou scientifique, recevait toutes sortes d'informations, lui achetait des livres, utilisait sa bibliothèque et ses correspondants, etc.), la confiance qui s'était créée ne fut jamais reconstruite : Ellebaudt était également convaincu que Zsámboki tirait profit de lui. Cependant, les sources de ce conflit auraient pu être multiples : styles de vie et de travail différents, antipathies personnelles, jalousie, snobisme, mais il ne s'agit sûrement pas de la distance.

## Bibliothèque d'Ellebaudt

### Aspect général

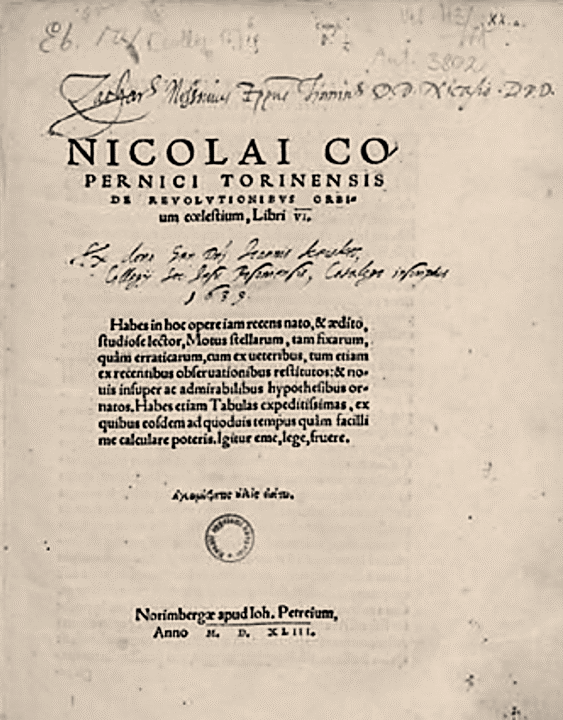
Nicolai Copemici Torinensis : De revolutionibus orbium coelestium libri VI., 1543 Inscription en haut : « Zacharias Mossovius Episcopus Tinniniensis D.D. Nicasio D.D.D. ».

La grande bibliothèque d'Ellebaudt, grand polymathe de la Renaissance, comptait de nombreux ouvrages portant sur la littérature et les sciences sur une période s'étalant du Haut Moyen Âge à la Renaissance. L'inventaire exact est malheureusement inconnu bien qu’un inventaire partiel ait été réalisé par Klára Boross.
Par exemple, il a possédé le livre de Nicolaus Copernicus « De revolutionibus orbium coelestium » (Sur les révolutions des sphères célestes) publié chez J. Petreius à Nuremberg en 1543. En effet, Ellebaudt, alors Professeur à Nagyszombat, s’intéressait à l’astronomie et à la théorie de l'héliocentrisme proposait par Copernic (véritable point de repère dans l’histoire de la science moderne, que l’on qualifie maintenant de révolution), plaçant le soleil au centre de l'univers et stimulant de nouvelles recherches scientifiques. Ce livre est en fait une des deux copies de 1543 mentionné par Georgius Pray. L’une appartenait à Zsámboki et l'autre appartenait à Mossóczi Zakariás (hu) (1542-1587), évêque de Nitra et doyen de Trenčín. Les relations étant compliquées entre Ellebaudt et Zsámboki (voir ci-dessus), c'est évidemment Zakariás qui confie le livre de Copernic à Ellebaudt, mais après la mort de ce dernier, le livre a été rendu à son propriétaire original. Ce livre termine à la bibliothèque jésuite de Pozsony et après la dissolution de l'ordre des jésuites, il a été emporté à Buda, puis à Pest, et a été intégré à la bibliothèque de l'université de Pest (successeur de l'ancienne université jésuite de Nagyszombat) où il a été catalogué par Pray.
Un grand nombre de livres de la bibliothèque d'Ellebaudt vient de divers achat à la librairie de Jacopo Strada. Par exemple, sur les instructions de Pinelli, Ellebaudt acquis la nouvelle édition de la traduction par Lodovico Castelvetro de la poétique d’Aristote. En effet, Ellebault, alors installé en Hongrie, s’est rendu à Milan chez son ami Strada pour acheter deux exemplaires de cette toute nouvelle traduction italienne. Pour la petite histoire, Pinelli avait d'abord écrit à János Zsámboki afin qu'il se procure à Vienne deux exemplaires du livre. Ellebaudt, qui était alors à Vienne, a rendu visite à son ami Jacopo Strada, qu'il a trouvé malade. Lorsqu'il s'est avéré que Zsámboki n'avait pas encore récupéré les livres, Ellebaudt a acheté les deux exemplaires pour Pinelli et un pour lui-même à Strada. Quelques mois plus tard, Pinelli a demandé à Ellebaudt de se procurer un autre exemplaire pour un ami (il gentilissimo Monsignor del Bene). De retour à Pozsony, Ellebaudt écrivit au jeune Hugo Blotius, qui venait d'arriver à Vienne, l'informant que Zsámboki ou le sculpteur Mathias Manmacher pouvait lui dire où trouver la maison de Strada et lui a demandé de le saluer en son nom.
Cette magnifique bibliothèque échut à son frère Jan Elleboode, qui alors habitait avec lui depuis 1575. Après la mort de ce dernier, qui mourut quelque temps après de la peste, elle échut à Pinelli et à Radéczy. Ses diverses traductions de la littérature grecque classique, ses commentaires et ses notes sont restés en grande partie sous la forme de manuscrits. Selon son dernier testament, ceux-ci ont été récupérés par Radéczy et envoyé à Padoue. Ainsi, quarante de ses manuscrits sont encore conservés à la bibliothèque Ambrosiana de Milan.

### Inventaire sommaire
L'inventaire partiel, réalisé par Klára Boross, mentionne la présence de cinquante livres dans la bibliothèque d’Ellebaudt. À titre de comparaison, la bibliothèque d'Istvánffy Miklós n’en comptait que 35 et celle de Georg Purkircher que 8. La grande majorité des livres d'Ellebaudt (32 volumes) sont inscrits dans les catalogues de la bibliothèque de l'Université de Budapest qui contiennent les restes des bibliothèques hongroises remarquables du XVIe siècle, parmi eux les livres de Zakariás Mossóczy, évêque de Nitra, dont 18 volumes portent également le nom de Nicaise Ellebaudt : Zachar(ias) Ep(isco)pus Tinnin(iensis) DD Nicasio suo tanqu(am) fr(atr)i DDD. Ces 18 volumes, appartenant antérieurement à Mossóczy, contiennent des notes d'Ellebaudt ; parmi eux, 14 livres ont été donnés à Ellebaudt par Mossóczy. Après la mort d'Ellebaudt, ces volumes sont retournés à Mossóczy, puis ont surgi chez les jésuites de Pozsony et de Sopron avant d'atterrir à l'Université de Budapest. Voici la liste des principaux ouvrages qui ont été utilisés par Ellebaudt et qui ont appartenu à sa bibliothèque. On y trouve en grande partie des réimpressions et des traductions des auteurs grecs classiques (Aristophane, Aristote, Dionysios de Lamptrée, Eschyle, Hésiode, Euripide, Porphyre de Tyr, Quintus de Smyrne, Sophocle, etc.), des œuvres scientifiques comme Joannes de Sacrobosco ou Euclide pour les mathématiques, Johannes Müller von Königsberg, Abraham ben Samuel Zacuto et Nicolas Copernic pour l'astronomie, Antonio Musa Brasavola et Giovanni Manardo pour la médecine, Leonhart Fuchs ou Charles de L’Écluse pour la botanique, etc. Les sciences politiques ne sont pas en reste non plus avec des auteurs comme Sigonius ou Jan Zamoyski.

#### Littérature, histoire,etc.
- Simplicii Commentaria in Tres Libros Aristotelis de Anima (Aristote, édition de 1527)
- Simplicii commentarii in octo Aristotelis physicae auscultationis libros cum ipso Aristotelis textu (Aristote, édition de 1526)
- Aristotelis summi semper viri, et in quem unum vim universam contulisse natura rerum videtur, opera, quaecunque impressa hactenus extiterunt omnia, summa cum vigilantia excusa (Aristote, édition de 1539)
- Eustratii et aliorum insignium Peripateticorum Commentaria in libros decem Aristotelis De moribus ad Nicomachum, una cum textu suis in locis adiecto (Eustrate de Nicée, édition de 1536)
- Chrysostomi Iavelli Canapicii philosophi acutissimi super octo libros Arist. de Physicoauditu : quaestiones subtilissimae, in quibus clarissime resolvuntur dubia Aristotelis, & commentatoris (Trad : Grisostomo Javelli, 1555)
- Super tres libros Arist. De anima quaestiones subtilissimae, in quibus clarissime resoluuntur dubia Aristotelis & commentatoris (Trad : Grisostomo Javelli, édition de 1555)
- Memnone excerptae historiae. Appiani Iberica. Item De gestis Annibalis. Omnia nunc primùm edita. Cum Henrici Stephani castigationibus (Trad : Agatharchide de Cnide, édition de 1557)
- Hispanica et Annibalica. Latine nunc primum edita, ex Francisci Beraldi linguae graecae professoris doctissimi interpretatione (Appien Alexandrini, édition de 1560)
- Aristotelis et Theophrasti scriptae quaedam, quae vei nun quam antea, vei minus emandata quam nunc, edita fuerunt (Aristote, édition de 1557)
- Aristotelis liber, nunc primum versus, adversus Xenophanem, Zenonem et Gorgiam (Arnoul Le Ferron, édition de 1557).
- Responsio ad Gn. Pompeii epistolam (Dionysios de Lamptrée, édition de 1554)
- Porphyrii Phoenicis Isagoge in dialecticen, quinque vniversalium naturam, proprietates ac communitates compendiosè explicans, non solùm ad praedicamentorum Aristotelis cognitionem... (Porphyre de Tyr, édition de 1550)
- Analiticorum libri duo (Aristote, Trad : Egidii Aquilae, édition de 1551)
- Topicorum libri octo (Aristote, Trad : Michaelis Zimmermanni, édition de 1553)
- Posteriorum Analiticorum libri duo (Aristote, Trad : Michaelis Zimmermanni, édition de 1552)
- Elenchorum libri duo (Aristote, Trad : Michaelis Zimmermanni, édition de 1553)
- Petri Victorii Commentarii in primum librum Aristoteüs De arte poetarum. Florentiae, in officina Iuntarum, Bernardi filiorum (Piero Vettori, édition de 1573)
- Aristotelis De moribus ad Nicomachum libri decern (Aristote, Trad : Wendelinum Rihelium, édition de 1545)
- Cereris sacra celebrante (Aristophane, Trad : Eiusdem Lysistrate, édition de 1515)
- Euripidis tragoediae octodecim (Euripide,Trad :  Ioannem Hervagium, édition de 1551)
- Scholia in septem Euripidis tragoedias ex antiqms exemplarib., ab Arsenio archiepiscopo Monembasiae collecta. Basileae (Euripide, Trad : Ioannem Hervagium, 1544)
- Odysseia. Batrachomyomachia. Hymnoi (Homère, édition de 1525).
- Dionysii orbis descriptio. Arati Astronomicon. Proeli Sphaera (Dionysios de Lamptrée, Trad : Ioannem Bebelium, édition de 1523)
- Quinti Calabri Derelictorum ab Homero libri quatuordecim (Quintus de Smyrne, Trad : Aldus, édition de 1505)
- Commentarii in septem tragedias Sophoclis. quae ex aliis eius compluribus iniuria temporum amissis solae superfuerunt (Sophocle, édition de 1518)
- Sophoclis tragoediae septem (Sophocle, Trad : Simon Colinaeus, édition de 1528)
- Aeschyli tragoediae VII Scholia in easdem... (Eschyle, Trad : Piero Vettori, édition de 1557)
- Hesiodi opera et Dies et Theogonia et Clypeus. Theognidis Sententiae. Sibyllae carmina de Christo... (Hésiode, édition de 1540)
- Artemidori De somniorum interpretatione libri quinque. De insomniis, quod synesii cuiusdem nomine circumfertur (Artémidore de Daldis, édition de 1518)
- Aeliani variae históriáé libri XIIII. Ex Heracüde De rebus publicis commentariorum... (Claude Élien, Trad : Antonio Blado, édition de 1545)
- In Aphthonii Progymnasmata commentarii innominati autoris. Syriani Sopatri. Marcellini commentarii in Hermogenis Rhetorica (Aphthonios, édition de 1509)
- In hoc volumine haec continentur, Ausonii [LAphthonii] sophistae Praeludia. Hermogenis Rhetorica (Aphthonios, Trad : Philippi Iuntae, édition de 1515)
- Lycophronis Chalcidensis Alexandra, sive Cassandra, poéma quidem obscurum... (Lycophron, Ed : loannis Oporini, édition de 1546)
- Florilegium Diversorum epigrammatum in septem libros distinctum, diligenti castigatione emendatum (édition de 1550)
- Hesychii dictionarium (Hésychios d'Alexandrie, Trad : Thomae Anshelmi Badensis, édition de 1521)
- Graeciae excellentium oratorum Aeschinis et Demosthenis orationes adversariae (Trad : Petrum de Nicolinis de Sabio, expensis Melchioris Sessae, édition de 1549)
- Divi Ioannis Chrysostomi in omnes Pauli apostoli epistolas accuratissima vereq aurea & divina interpretatio (Jean Chrysostome, Trad : Stephanum et fratres a Sabio, édition de 1529)
- Theodori grammatices libri IIII (Théodore Gaza, édition de 1525)

#### Sciences (médecine, astronomie, etc.)
- Almanach perpetuum exactissime nuper emendatum omnium celi motuum... (Abraham ben Samuel Zacuto, Ed. Johannes Michael Budorensis, édition de 1502)
- Clarissimi doctoris D. Joannis de Monteregio Germani Tabulae directionum (Johannes Müller von Königsberg [Regiomontanus], édition de 1524)
- Sphera cum commentis in hoc volumine contentis videlicet Cichi Esculani cum textu (Joannes de Sacrobosco, édition de 1518)
- Adjecta praefatiuncula in qua de disciplinis mathematicis nonnihil  (Euclide, Trad : loan Hervagium, édition de 1533)
- Nicolai Copemici Torinensis De revolutionibus orbium coelestium libri VI (Nicolas Copernic, édition de 1543)
- Examen omnium simplicium medicamentorum, quorum usus in publicis est officinis (Antonio Musa Brasavola, édition de 1556)
- Joannis Manardi medici Ferrariensis... Epistolarum medicinalium libri duodeviginti (Giovanni Manardo, édition de 1535)
- Institutionum medicináé ad Hippocratis, Galeni, aliorumque veterum scripta... (Leonhart Fuchs, édition de 1566)
- Caroli Clusii Atrebat. Rariorum aliquot stirpium per Hispanias observatarum história, libris duobus expressa, ad Maximilianum II. imperatorem (Charles de L'Ecluse, édition de 1576)

#### Sciences politiques
- De rep. Atheniensium libri IIII. Eiusdem de Athénien. Lacedaemoniorumque temporibus liber (Sigonius, édition de 1564)
- Joannis Sarii Zamoscii De Senatu Romano libri duo. Index auctorum, & rerum memorabilium (Jan Zamoyski, édition de 1569)
- Caroli Sigonii Fasti consulares ac triumphi acti a Romulo rege usque ad Ti. Caesarem... (Sigonius, édition de 1556)

## Armoiries, sceaux et symbolisme

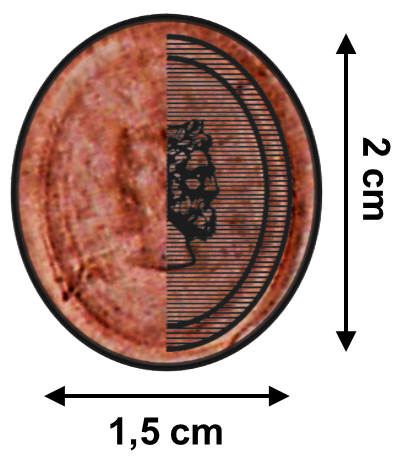
Sceau de Nicaise Ellebaudt (1576).

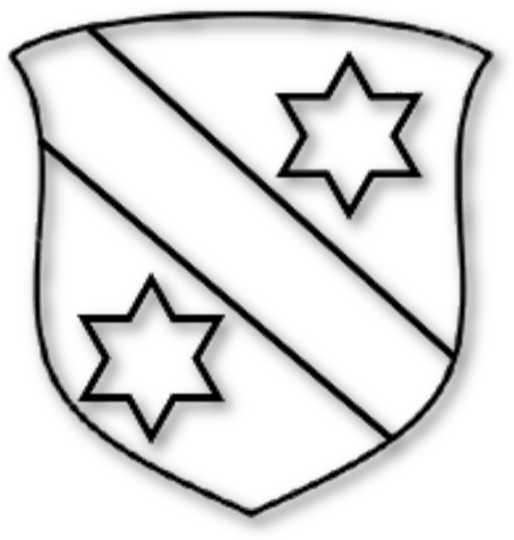
Blason de Nicaise Ellebaudt (1576).

La correspondance d'Ellebaudt fait apparaître l'utilisation d'un blason avec « bande, accompagnée de deux étoiles à six rais, l'une en chef et l'autre en pointe ». Les couleurs (i.e. les métaux et les émaux) de ce blason ne sont malheureusement pas connues. Notons que les étoiles à six rais utilisé par Ellebaudt dans son blason rappelle celui de la famille Drieux (notamment par Michel et Rémi Drieux) à laquelle il est apparenté : « D'or au lion de sable à la fasce brochante d'azur, chargée de trois étoiles à six rais d'or ». Il s'agit peut-être d'une coïncidence.
Ellebaudt utilisait également un sceau de forme ovale figurant en son centre le dieu romain Janus. Le choix de Janus par Ellebaudt s'explique par sa bonne connaissance de l'Antiquité. En effet, Janus est un dieu bicéphale (« à deux têtes ») dont l’une est tournée vers le passé et l’autre vers l’avenir. Logique, car Janus était le dieu des commencements et des fins, des choix, du passage et des portes. Dieu de premier rang aux côtés de Jupiter et de Mars, il était invoqué non seulement au commencement de janvier, mais également au premier jour de tous les mois. Son temple, situé sur le Forum Romanum, était rituellement ouvert en temps de guerre et fermé en temps de paix, d’où l’expression, utilisée dans la Rome antique, « fermer les portes de Janus » qui signifiait « faire la paix ».
Ses amis utiliseront également cette double symbolique de Janus sur sa pierre tombale (voir, la section « Hommage », ci-dessous).

## Œuvre

### Aspect général
En plus de diverses activités (d'enseignant et de conseiller, voir ci-dessus), Ellebaudt c'est principalement intéressé à la philologie (i.e. l'étude d'une langue et de sa littérature à partir de documents écrits). Sa spécialité, comme celle de ses contemporains, consiste alors en l'étude de la culture hellénique (i.e. de la Grèce antique) par l'étude des Lettres. C'est au Ve siècle avant notre ère que le besoin d'authentifier et d'expliquer les grandes œuvres ce fait sentir dans le monde grecque par la philologie. Par exemple, Platon définit la philologie (philología (φιλολογία) en grec) comme étant le goût pour la littérature et, plus généralement, pour l'érudition. Le mot s'applique ensuite, chez les Grecs anciens, à toute dissertation littéraire, érudite, ou dialectique. Les érudits de la Renaissance englobent sous le mot « philologie » l'ensemble des connaissances héritées de l'Antiquité gréco-romaine, nous utilisons depuis le XIXe siècle plus fréquemment le terme d'humanisme pour désigner ce mouvement. Il est à noter que la philologie est un domaine complexe qui s'intéresse aussi bien aux problèmes de datation, de localisation qu'à l'édition des textes de l'Antiquité gréco-romaine. Pour ce faire, elle combine l'histoire, la linguistique, la grammaire et la stylistique avec d'autres disciplines comme l'archéologie. Pour ce qui concerne Nicaise Ellebaudt, il s'est intéressé principalement à l'édition des textes anciens.
C'est donc dans ce cadre qu'Ellebaudt a établi et annoté des textes de plusieurs auteurs de l'Antiquité, notamment Aristote (Grande Morale, Poétique, dont il a produit une paraphrase et un commentaire importants) et Aristophane, mais aussi la guerre des Gaules de Jules César. Plusieurs manuscrits sur lesquels il a travaillé se trouvent à la Bibliothèque ambrosienne de Milan ; ces manuscrits proviennent en grande majorité de la bibliothèque de Pinelli (ami d'Ellebaudt, voir ci-dessus). On y trouve de nombreuses traductions latines (Thesmophories et de Lysistrata) et plusieurs autres commentaires sur les oeuvres d'Aristote (Physique, l’Ethique à Nicomaque, les Parva Naturalia et les Problemata). Il a également annoté, avec Nicolas Sophianos, la Syntaxe d'Apollonios Dyscole (en vue d'une édition des grammairiens grecs). Ellebaudt est également l'auteur de discours (dont le De calice laicis permittendo rédigé pour Andreas Dudith, évêque de Csanád, à l'occasion du concile de Trente), d'une correspondance avec de nombreux contemporains célèbres (notamment Gian Vincenzo Pinelli, Paul Manuce), et de poèmes en latin et en grec.
Pourtant, malgré cette prolifique production académique et l’intérêt suscité auprès de ses contemporains, la seule œuvre connue et reconnue fut, pendant des siècles, l'editio princeps du De natura hominis de Némésios. Cette traduction (ou paraphrase) fut publiée à Anvers, chez Christophe Plantin, en 1565 (un volume in-8). Bien qu'elle redonne la structure originelle du texte, avec une traduction latine supérieure à celles qui existaient déjà, (voir, la section « Traduction latine du Traité De natura hominis de Némésios », ci-dessous), la grande majorité de son œuvre ne fut pas publiée de son vivant ce qui a sans nul doute fortement contribué à ce que son travail sombre dans l'oubli, même si durant des siècles ses leçons ont été attribuées à d'autres auteurs. Plusieurs raisons peuvent être invoquées pour expliquer cela : (i) sa disparition précoce, (ii) les turbulences de l'époque entre l'invasion des Turcs et les secousses de la Réforme et de la Contre-Réforme, et (iii) son parcours de Flamand (de la France actuelle), ayant étudié à Louvain (Belgique actuelle) puis en République de Venise (Italie), pour ensuite s'installer en Hongrie (Slovaquie actuelle) dans l'ancien Saint Empire Romano Germanique. Cependant, les récents travaux philologiques lui rendent peu à peu justice et certains philologues modernes n'hésitent pas à affirmer que la meilleure partie de son œuvre reste à découvrir. Ces ainsi que certaines de ses traductions ont été publiés à titre posthume,. Par exemple, son livre In Aristotelis librum de poetica paraphrasis et notae a été publié en 2014 (soit 437 ans après sa mort) à Budapest par Typotex (voir, la section « In Aristotelis librum de Poetica Paraphrasis et Notae », ci-dessous).
La méthode de traduction employé par Ellebaudt consiste à utiliser l'art de la paraphrase. En effet, il s’attache à rendre le sens par des équivalents pour mieux faire comprendre le texte littéraire traduit. Les philologues la distinguent de la glose qui explique le mot et du commentaire qui réunit autour d’une difficulté les faits et renseignements de toute origine propres à l’éclaircir. Ellebaudt a enormément usé de la paraphrase à tel point que des nombreux auteurs qualifient ses traductions par le terme paraphrase. Dès lors, la paraphrase peut être utilisée pour qualifier son genre littéraire. Notons que ce genre littéraire était surtout pratiquée dans un cadre religieux (i.e. pour l’Écriture sainte, et plus particulièrement pour les psaumes). Ce style permet alors à Ellebaudt par d'habiles et d'audacieux contournements sémantiques d'expliciter les termes techniques qui n'avaient pas trouvé d'explication certaine. Ces termes sont à la source du vocabulaire philosophique, mais aussi juridique et médical. Notons que cette ambiguïté donnait lieu a de vastes controverses et contre-sens entre humanistes. Par exemple, entre Piero Vettori et Girolamo Mercuriale sur les termes Kardia ou Cor, ou celle concernant Melchior Wieland (ou Guilandinus, directeur du jardin botanique de Padoue) et Mercuriale au sujet du terme Papyrus. Lors de ces controverses, Pinelli, Lambin, Giphanus et Ellebodius firent régulièrement figures d'arbitres.
Comme le mentionne Octave Delepierre en 1840 : « Cet illustre médecin, pendant son séjour en Italie, y émerveilla tous les savants. Plusieurs auteurs assurent que les contemporains allemands et italiens d’Ellebaudt ne tarissent point en éloges sur ses talents comme médecin, et sur son érudition comme helléniste. Quoique les biographes aient singulièrement négligé ce nom, jadis illustre, il est à penser qu’Ellebaudt fit faire de grands progrès à la science ».

### Traduction latine du TraitéDe natura hominisde Némésios

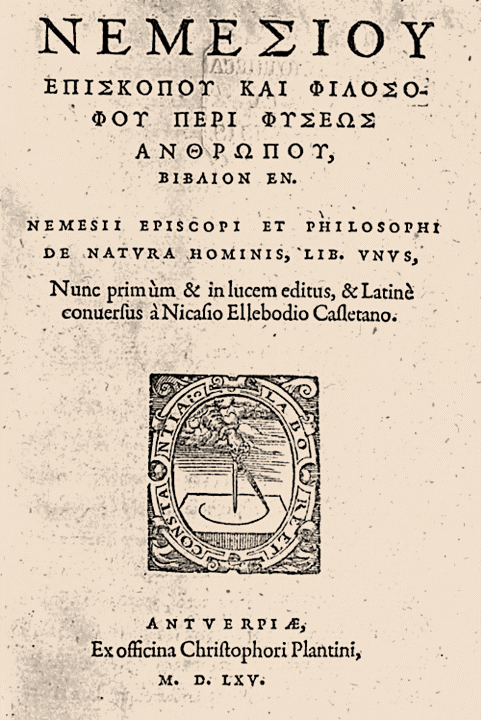
1re page de "Nemesiou episkopou kai philosophou Peri phuseos anthropou", Christophori Plantini, 1565.

Le Traité De natura hominis de Némésios d’Émèse date de la fin du IVe siècle de notre ère (écrit probablement entre 390 et 400). Bien que s’adressant aux chrétiens, il s’adresse également aux non-chrétiens et ce Traité est rempli d’idées et de doctrines empruntées à la pensée et à la tradition hellénique avec des appels constants à la philosophie et aux sciences grecques. Ce Traité a exercé une influence considérable sur le développement de la pensée chrétienne et peut être vu comme une tentative pour fusionner le savoir gréco-romain avec la Révélation chrétienne. Ainsi il a connu de nombreuses traductions successives. Dans un premier temps, en arménien, en arabe et en géorgien, puis il fut traduit en latin à deux reprises au Moyen Âge par Alfan de Salerne puis par Burgundio de Pise. À la Renaissance, il a de nouveau été traduit trois fois par Giorgio Valla, par Johannes Cuno et enfin par Nicaise Ellebaudt. Au XVIe siècle, l’ouvrage fut traduit en italien, au XVIIe siècle en anglais et enfin au XIXe siècle apparait pour la première fois une édition complète en français et une version partielle en allemand. Il est à noter que la traduction latine de ce Traité par Giorgio Valla (publié chez Sébastien Gryphe, en 1538, à Lyon) était dénigré par Ellebaudt qui disait que : « Valla, ne sachant pas bien le grec, l'a défiguré ridiculement ».
La troisième version de l’époque de la Renaissance, due à Nicaise Ellebaudt, fut publiée à Anvers, chez Christophe Plantin, en 1565 (un volume in-8). Ellebaudt fait remarquer, dans une lettre qui accompagne l'édition originale, que l’enseignement de ce Traité est conforme la doctrine théologique orthodoxe de l’Église excepté en ce qui concerne la préexistence de l’âme (ce qui est conforme aux points de vue de Platon, de Pythagore et d’Origène). Pour Ellebaudt, cela permet de conclure que Némésios a vécu avant l’époque du règne de Justinien le Grand (527-565). En effet, c’est à cette époque que les thèses d’Origène ont été condamnées pour la première fois et qui eu pour conséquence la destruction systématique de œuvres d’Origène. Afin de préparer cette édition grecque de Némésios, Ellebaudt a collationné deux anciens manuscrits, lui permettant ainsi de corriger 600 fautes introduites dans le texte. Selon l’avis d’Ellebaudt, ce Traité est d’une grande valeur car elle étudie l’homme tout entier, y compris son âme, au contraire du Traité de La Nature de l’homme (probablement écrit par Polybe, gendre d’Hippocrate, vers 410 av. J.-C.) qui attribue l'âme comme fonction du cerveau. De plus, Némésios rejette également l'idée de Galien attribuant l'âme comme tempérament du corps.
D’un point de vue structural, le manuscrit d’Ellebaudt comprend deux parties : l’édition du texte grec et la traduction latine. Cette version grecque et latine comprend quelques particularités au niveau de la découpe des chapitres. Parmi les trois éditions de la Renaissance, la traduction latine d’Ellebaudt est, généralement considéré par les chercheurs contemporains comme nettement supérieure celle de Giorgio Valla et de Johannes Cuno,,. En effet, il redonne la structure originelle du texte,. Ainsi, Gerard Verbeke (nl) (1910-2001 ; prêtre catholique qui enseigna la philosophie à l'Université catholique de Louvain de 1942 à 1978) et Josep Rafel Moncho disent qu'Ellebaudt « présente une version claire et lucide, respectueuse aussi de la signification authentique du texte grec ; il a même une tendance être plus précis et plus explicite que l’original grec ». Cependant, le recours à la paraphrase et à des circonvolutions, bien qu’utilisé avec habilité par Ellebaudt, afin de permettre le contournement sémantique des termes « techniques » du vocabulaire de Némésios, fait que la traduction de Burgundio de Pise datant du Moyen Âge est plus proche du grec. Néanmoins, Verbeke et Moncho soulignent qu’Ellebaudt ne déforme pas la pensée de Némésios mais que l’usage de cette méthode ne favorise cependant pas l’étude philosophique de la doctrine de Némésios. En effet, le traducteur se doit de respecter le vocabulaire technique de la réflexion philosophique en adoptant un point de vue neutre et scientifique. Ainsi Burgundio de Pise respecte cette neutralité dans sa version en la rendant précise et intelligible quoique monotone. Néanmoins, la très bonne connaissance de la langue grecque permet à Ellebaudt de saisir le sens du texte original et de la traduire dans un style latin très supérieur celui de Burgundio de Pise.
La version d'Ellebaudt fut réimprimée dans la Bibliotheca veterum patrum de Fronton du Duc à Paris en 1624 et en 1644. En 1671, elle fut à nouveau publiée à Oxford avec une préface de John Fell ainsi que plusieurs fois par la suite.

### In Aristotelis librum de Poetica Paraphrasis et Notae
C’est à son arrivée, en mai 1571, à Pozsony (Bratislava) qu’Ellebaudt trouve la sérénité et l’indépendance nécessaire à ce travail. Ce membre respecté des sociétés humanistes, qui bénéficie de la générosité de nombreux mécènes, crée alors sa propre interprétation de La Poétique d’Aristote (Poetica) dans l'esprit de l'aristotélisme de Padoue. C’est Bernard Weinberg (1909-1973) qui a attiré l'attention des chercheurs (Rudolf Kassel et Tibor Klaniczay) sur ce travail,. Dans son travail, qui complète celui de Weinberg, Kassel énumère et discute des modifications importantes effectuées par Ellebaudt ainsi que celles que ce dernier attribué à Nicolas Sophianos. Plusieurs manuscrits contiennent des copies totales ou partielles de l'œuvre d’Ellebaudt. Parmi l’une de ces copies, on trouve une préface, c’est ainsi que l’on apprend qu’Ellebaudt a envoyé son travail à une personne inconnue à Padoue, accompagné d'une lettre en italien demandant au destinataire de le montrer entre autres à Paul Manuce et à Antonio Riccoboni. Cette lettre, envoyée depuis Pozsony en date du 22 février 1572, fait supposer que la paraphrase a dû être écrite entre 1571 et 1572.
Le manuscrit de Nicaise Ellebaudt comporte deux parties : la traduction (i.e. la paraphrase), et les notes. D’après Kassel, ces notes sont particulièrement précieuses pour leurs excellentes qualités savantes et renferment des émendations de haute qualité. Plusieurs des modifications d’Ellebaudt méritent d’être incorporées dans le texte ou mentionnées dans l'appareil critique et dans les notes au texte. En effet, certaines d'entre elles ont été proposées par la suite à nouveau par Immanuel Bekker, Hermann Bonitz, Leonhard von Spengel (en), Franz Susemihl (en) et d'autres aristotélisants qui ne connaissaient pourtant pas le travail de leur prédécesseur du XVIe siècle. Bien qu’Ellebaudt n'identifie pas l'édition du texte grec utilisé, il mentionne l'édition Aldine de 1508, celle de Morel, l'édition et le commentaire de Piero Vettori, et la traduction d’Alessandro de 'Pazzi (Paccius). Kassel suppose qu’Ellebaudt a pris le texte grec de la Poétique de Paccius comme point de départ. Dans cette œuvre, Ellebaudt s'intéresse principalement à la clarification d'Aristote bien que sa vision diffère néanmoins d'Aristote sur deux points majeurs : pour Ellebaudt, la poésie est impossible sans vers et la purgation de l'âme délivrée de ses passions (i.e. la catharsis) produit une instruction morale. Selon, Leonardo Tarán et Dimitri Gutas, il faut être d'accord avec Weinberg quand il dit : « cette œuvre, probablement écrite à Pressburg, peut donc à juste titre être considérée comme appartenant à la tradition italienne du Cinquecento, à travers ses origines, ses liens intellectuels et sa destination ultime ». D’après Zsuzsanna Maurer, cette œuvre se devrait d’être « élevée aux plus hautes réussites de la théorie littéraire et de la pensée philologique dans le contenu et dans la forme ».
Cependant, en raison de sa mort inattendue en 1577, son œuvre manuscrite n'a pas pu faire partie du canon littéraire du XVIe siècle (i.e. de la quintessence de la tradition littéraire occidentale). Ce manuscrit, redécouvert et largement apprécié par les chercheurs contemporains, mérite d'être, d’après Maurer, reconnu comme un « chef-d'œuvre » et se doit « de figurer parmi les meilleurs traductions et commentaires de La Poétique d'Aristote au XVIe siècle aux côtés de celles de Francesco Robortello, de Piero Vettori ou d’Antonio Riccoboni ». In Aristotelis librum de poetica paraphrasis et notae a enfin été publié chez Typotex en 2014 avec Maurer comme éditeur scientifique. Cette publication fait suite aux travaux de recherche dirigé par Tibor Szepessy en collaboration avec Zsuzsanna Maurer : « Ellebodius poétikájának kritikai kiadása (Édition critique de la poétique d’Ellebodius) » ; entre 2009 et 2013. Ces travaux ont été financés avec le soutien du Fonds national hongrois de la recherche, du développement et de l'innovation dans le cadre du programme OTKA 91062.

### Traduction desThesmophorieset deLysistrata
Ces deux œuvres d’Aristophane sont des comédies mettant en scène des femmes qui se révoltent contre la domination des hommes, et prennent le pouvoir, ce qui entraîne des allusions aux Amazones. Ainsi dans Les Thesmophories, les Athéniennes, furieuses contre Euripide, projettent une vengeance pendant la fête des Thesmophories car ce dernier a installé des soupçons à l'égard de toutes les femmes. Euripide, inquiet pour sa vie, envoie un de ses parents déguisé en femme pour espionner les comploteuses… La seconde œuvre met en scène une Athénienne audacieuse, Lysistrata, qui convainc les femmes des cités grecques de mener une grève du sexe. Afin de mettre fin à la guerre du Péloponnèse ainsi le mot d’ordre est « pour arrêter la guerre, refusez-vous à vos maris » ! Dans ces pièces dans laquelle le comique de mots est très présent : on y trouve souvent des jeux de mots vulgaires, des références à la sexualité et des néologismes.
C’est durant les trois dernières années de sa vie qu’Ellebaudt s’attaque à la traduction de ces deux comédies grecques antiques. Ces versions latines annotées des Thesmophories et de Lysistrata d'Aristophane ainsi que les commentaires (i.e. scholies) qui les accompagnent ont été commencés en 1575. Dans la préface dédiée à Gian Vincenzo Pinelli, Ellebaudt déclare que son attention s’est tournée vers Aristophane à la suite de sa visite à Prešov en compagnie d'István Radéczy, qui s'acquittait alors de ses fonctions de nouveau gouverneur de Hongrie. La date du séjour d'Ellebaudt à Prešov est solidement établie par une lettre qu'il envoya à Pinelli le 14 juin 1574.
D’après Schreiber, le travail d'Ellebaudt est pionnier à plusieurs égards. Au XVIe siècle, il était très inhabituel pour quiconque entreprenait de monter ou de traduire une comédie d'Aristophane de consacrer son attention à toute pièce non incluse dans la triade byzantine : Ploutos (18 traductions), Les Nuées (8 traductions) et Les Grenouilles (5 traductions). D’autre part, il n’y a jamais eu de traduction séparée de Lysistrata avant le XIXe siècle et une seule des Thesmophories en 1545 par Gilles Bourdin. La scholie d'Ellebaudt présente le premier commentaire véritablement « scientifique » sur Aristophane. Il y avait à l’époque seulement deux tentatives précédentes : celle de Gilles Bourdin en 1545 (Ta tou Aigidiou Bourdinou scholia eis tën tōn tou Aristophanous Thesmophoriazousōn kōmōdian) pour Les Thesmophories et celle de Charles Girard sur Ploutos en 1549 (Aristophanous kōmōidopoiōn aristou Ploutos. Aristophanis Poëtae comici Plutus, jam nunc per Carolum Girardum Bituricum et Latinus factus, et Commentariis insuper sanè quàm utiliss. recens illustratus). Mais les traductions d’Ellebaudt éclipsent les deux commentaires antérieurs, à la fois en profondeur et dans l'éventail des sources citées. Enfin, les notes textuelles d’Ellebaudt manifestent la première approche vraiment critique du texte d'Aristophane. Toutes les éditions antérieures ont été imprimées conformément à la pratique notoire de l'époque selon laquelle l'éditeur éditait directement à partir de tout ce qui se trouvait à sa disposition. En l'absence d'autorité manuscrite, il s’agissait de copier une édition précédente et s’il jugeait nécessaire de corriger le texte. Cependant, Ellebaudt n'a pas suivi aveuglément un manuscrit ou une édition imprimée antérieure, mais a plutôt constamment évalué les mérites individuels de chaque variante qu'il a rencontrée avec rigueur. Dans son analyse du travail d’Ellebaudt, Fred Schreiber dit : « soit nous devons concéder à [Ellebaudt] un prodigieux don divinatoire, qui lui a permis de restaurer des mots entiers et de réussir là où des critiques extraordinaires comme Scaliger, Bentley et Dawes ne devaient même pas s'approcher, ou nous devons supposer qu'il a consulté les preuves manuscrites plus souvent qu'à l'occasion solitaire où il le mentionne ». Toujours d’après Schreiber : « il n'est nullement hyperbolique d'affirmer que, s'il avait vécu pour voir son œuvre imprimée, le nom d’ [Ellebaudt]  serait aujourd'hui le plus visible dans l'appareil de ces deux comédies. Il suffit de jeter un coup d'œil sur la liste et de noter combien de fois il a anticipé des savants du calibre de Scaliger et Bentley en proposant des modifications qui sont maintenant admises… ».
D’après Schreiber, Ellebaudt : « a été le premier à résoudre de nombreux problèmes, mais aussi le premier à les détecter. Il est évident d'après les récentes découvertes de Weinberg, Kassel, Klaniczay, Donnet et Wagner, que lorsque la prochaine histoire de l'érudition classique sera écrite, une place devrait y être faite pour [Ellebaudt] […] et de tirer le nom de cet humaniste oublié d'une obscurité imméritée... ».

### Traduction deDe Constructione Verborum
Ellebaudt a préparé un texte grec pour l'édition, de la syntaxe grecque de Michel le Syncelle (Michaelis Syncelli, De Constructione Verborum) (annoté avec Nicolas Sophianos). Ce texte est conservé à la bibliothèque Ambrosienne de Milan. D'après Daniel Donnet, ce manuscrit, « d'une écriture assez rébarbative, a été l'objet d'une belle copie, élégante et de lecture agréable, conservée » également conservée  à la bibliothèque Ambrosienne. Cette copie contient également la préface et le commentaire rédigés par Ellebaudt. Le maître mot d'Ellebaudt semble se résumer à : « Sed quocumque modo legatur idem ostenditur » qui signifie : [peu importe la manière tant que la lecture est la même]. C'est-à-dire : « un texte propre, correct, cohérent, mais que l'on résume au besoin, du moment que le contenu du message n'en souffre pas ».
D'un point de vue historique, le Traité de grammaire de Michel le Syncelle a eu quatre grandes séries d'éditions durant la Renaissance. En 1745, paraît chez Nicolas Glykès (Venise), le Traité fut édité à nouveau par les soins d'Alexandre Cancellarius. Selon Donnet, si l'on compare « ces éditions avec le projet de Nicaise van Ellebode, on ne peut que déplorer que notre compatriote ne connût pas le même accueil chez les imprimeurs ». En effet, Donnet rapporte que « le texte des éditions imprimées est entaché de fautes et troué de lacunes qui dans bien des cas entament la signification, autant le texte mis au point par van Ellebode apparaît pur à cet égard ».
De plus, comme dans le cas des autres travaux d'Ellebaudt, on trouve un esprit critique tout à fait remarquable qui n'est même pas présent dans les travaux d'Alexandre Cancellarius. Ainsi, il confronte et il recourt à différentes sources. Ce qui fait dire à Donnet que : « si l'on replace sa tentative dans le contexte de l'époque on peut risquer l'expression d'édition critique ».

### Poèmes
Bien que Jean-Marie-Louis Coupé dans son livre « Les soirées littéraires » paru en 1799 mentionne qu'on ne « trouve de lui que quelques vers à la louange d'une dame de la maison de Colonne », et que « il ne faisait des vers que pour se délasser de ses occupations plus graves ». Ellebaudt aimait écrire des poèmes comme le fait remarquer Jean Baptiste Nicolas Coomans dans sa biographie. Certains d'entre eux ont été publiés dans un recueil de poètes belges imprimé post-mortem en 1617 dans les « Delicia Poetarum Belgarum » de Jean Gruytere (Janus Gruterus) (qui a recueilli les œuvres de plusieurs poètes de son époque, sous le Titre de Delicia Poëtarum Gallorum, Italorum, Belgarum, en neuf volumes),.
D'un point de vue plus structural, à la suite d'Aristote, les théoriciens répètent que c'est l'imitation et non pas le vers qui distingue la poésie de l'histoire ou de la philosophie. Cependant, tous considèrent pratiquement le vers comme un élément essentiel de la forme du roman (que celui-ci soit considéré comme genre indépendant ou comme variante de l'épopée) sauf pour Sperone Speroni qui associe le roman à la prose française ou espagnole. Dès 1555, Giovan Petro Capriano réclame l'usage du vers dans toutes les formes poétiques, « essendo il verso di natura, oltra alla dilettazion che seco apporta, atto a ricevere maggiore e più misteriosa maestà di parole che la semplice e sciolta orazione, e convenientissimo a quelli altri soggetti » [Traduction : étant le vers de la nature, en plus du plaisir qu'elle apporte, apte à recevoir une majesté de mots plus grande et plus mystérieuse que la prière simple et lâche, et très pratique pour ces autres sujets]. Dans « In Aristotelis librum de Poetica Paraphrasis et Notae, Nicaise Ellebaudt souligne que « sans vers, la littérature ne peut imiter » mais comme « l'imitation est l'objet essentiel de la poésie, sans laquelle celle-ci ne peut exister, qu'il s'agisse de l'épopée ou de n'importe quel autre genre littéraire » D'ailleurs on retrouve la même opinion sur la nécessité absolue des vers chez Pietro Vettori, dans ses « Commentarii in primum librum Aristotelis poetarum ».

### Correspondance
Il entretient une correspondance latine avec Charles de L'Écluse et d’autres humanistes allemands et italiens notamment avec son ancien patron, Gian Vincenzo Pinelli, à Padoue. Ainsi, Ellebaudt a laissé une intéressante correspondance écrite en italien et adressée à Pinelli dans laquelle de nombreuses questions de réflexion humaniste sont abordées. Certaines mentionnent aussi de profondes réflexions sur la situation politique de toute l'Europe.
La correspondance d'Ellebaudt avec Charles de L'Écluse (alors à Vienne) révèle son intérêt pour la politique. En effet, dans deux de ses lettres, datées respectivement du 15 mars 1575 et du 20 juillet 1576, il écrit sur la situation politique et la guerre en Hongrie et en Autriche mais il lui fournit également des nouvelles concernant des amis communs et des compatriotes.
Dans ses nombreuses lettres à Pinelli (plus d'une centaine), Ellebaudt décrit la situation politique en Hongrie. Dans ses lettres, il mentionne également à plusieurs reprises son pays natal, la Flandre. Ainsi, dans sa lettre du 22 juillet 1572, il souligne la priorité du travail littéraire, mais exprime ses regrets quant à la situation de guerre en Flandre. Notons également que l'éminent érudit humaniste avait une haute opinion de la Hongrie, alors ravagée par les troupes turques, qu'il écrivit à Pinelli, le 22 avril 1573 : « Si Dieu donne la paix à ce pays, Pozsony est le meilleur endroit pour poursuivre des études scientifiques ».
Bien que certaines de ses lettres aient été publiées de façon parcellaire, elles sont en grande majorité inédites et se trouvent à Munich, Leyde et Vienne (voir ci-dessous). La bibliothèque Ambrosienne de Milan conserve également une assez abondante partie de sa correspondance en latin, grec, italien et flamand. Parfois, il utilise son propre language : i.e. une combinaison de latin, de français et d'italien. Parfois, Ellebaudt passe dans ses lettres du latin à sa langue maternelle, le flamand. Notons que quelques lettres latines et savantes ont été publiées dans les « Epistola illustrium Belgarum » de Daniel Heinsius, ainsi que dans « Epistola ad Carolum Clusium », insérée dans les Exercit. de Thomas Crenius, tome II.
On note également des lettres à :
- Antonio Veranzio à Padoue le 12 novembre 1559 avec 19 lettres et 30 réponses
- Adrian van der Mylen, trois à Padoue entre 1570 et 1571 et deux à Bratislava en 1572
- vingt lettres originales, écrites à Hugo Grotius, conservées à la Bibliothèque impériale de Vienne
- quatre lettres, écrites à Philipp et Joachim Camerarius entre 1565 et 1575, conservées à la Bibliothèque de Munich

Des travaux de recherche dirigé par Ádám Szabó (« The Correspondence of Nicasius Ellebodius : Critical Edition and Network Studies ») sont actuellement en cours à la bibliothèque (Library and Information Centre of the Hungarian Academy of Sciences) de Budapest. Ils ont été financés en 2019 par l'octroi d'un financement dans le « Programme d'excellence des jeunes chercheurs, OTKA » (FK_19, Fonds national hongrois de la recherche, du développement et de l'innovation, financement : OTKA 132710).

### Autres œuvres

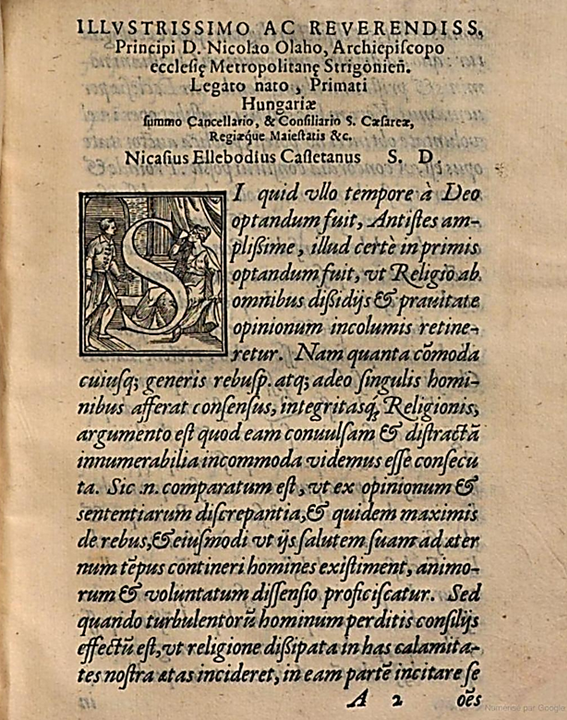
Lettre de Nicaise Ellebaudt à Miklós Oláh préfaçant le discours "De Calice Laicis permittendo" de Andreas Dudith à l'occasion du concile de Trente en septembre 1562 (Publié à Padoue en 1563).

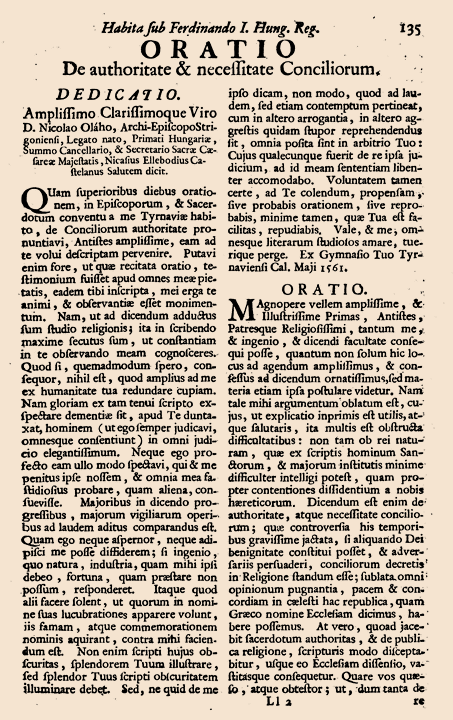
Discours "De authoritate et necessitae conciliorum" d'Ellebaudt.

La bibliothèque Ambrosiana de Milan (emplacement : D.247.inf. (XVI) fs. 154r-179v) conserve la plupart de ses manuscrits inédits portant sur les œuvres d'Aristote :
- In librum Ethicorum
- Magnorum moralium libri II (traduction et notes) (vers 1568)
- Problematum partes XI (traduction et notes) (vers 1568)
- Oeconomicorum liber II (traduction)
- Paraphrasis in librum VIII De physica auscultatione (traduction)
- Paraphrasis libri I Politicorum (traduction)
- Paraphrasis librorum Parvorum naturalium (traduction)

Au nombre des autres œuvres figurent :
- une étude sur la constitution romaine d'après le livre VI de Polybe
- une traduction de la guerre des Gaules de Jules César (Bellum Gallicum ou De Bello Gallico)[84]
- Annotation avec  Nicolas Sophianos de la Syntaxe d'Apollonios Dyscole
- Lettre à Miklós Oláh préfaçant le discours De Calice Laicis permittendo de Andreas Dudith, évêque de Csanád, à l'occasion du concile de Trente en septembre 1562 (Publié et recommandé par Ellebaudt à Padoue en 1563)[82]
- Discours intitulée De authoritate et necessitae conciliorum dont l'intégralité fut imprimé en 1742 dans SACRA CONCILIA ECCLESIAE ROMANO-CATHOLICAE IN REGNO HUNGARIAE par Carolus Péterffy[83]. Prononcé lors du «Synodo dioecesana prouinciali Tyrnaviensi sub Ferdinando I. rege Hung. et Nicolao Olaho, archiepiscopo Strigoniensi » (Avril 1561)

## Monument funéraire et hommages
Une tombe en l'honneur d'Ellebaudt fut placée dans la cathédrale Saint-Martin de la ville de Poszony. Cette pierre tombale a été retrouvée à Bratislava en 1975 par Tibor Klaniczay. Selon l'inscription sur la pierre tombale, cette dernière aurait été commandée par István Radéczy, à Joannes Zalwzky. Cependant, dans l'une de ses lettres à Justus Lipsius, le médecin et botaniste Charles de L'Écluse (au service de l'empereur et roi de Bohême et de Hongrie Rodolphe II), compatriote et ami d'Ellebaudt, se souvenant du récent décès de ce dernier écrit : « Mortuo scripserunt epitaphia bini, et ego propter summám, quae mihi cum ipso postremis annis fuit, familiaritatem, tumulum illi posui ». Bien que rien sur la pierre tombale ne fait directement référence à Charles de L'Écluse, on peut penser (comme Tibor Klaniczay), qu'il est le vrai commanditaire de la pierre tombale. Si tel était le cas, le sous-titre « hoc monumentum ponendum curavit » de Joannes Zalwzky perdrait son sens. Néanmoins, les choses sont un peu plus compliquées qu'il n'y paraît dans la lettre de Charles de L'Écluse. En effet, la pierre tombale, pour autant que l'on puisse en juger, est une création collective. D'après Mikó Árpád, cette « pierre tombale est très importante dans l'art funéraire hongrois ». Elle est située dans le mur sud de l'église cathédrale Saint-Martin de la ville de Poszony, à l'extérieur de l'angle sud-ouest, avec plusieurs autres. Bien que ce n'est pas la plus frappante de cet ensemble multicolore secondaire en briques. La pierre tombale de Nicaise Ellebaudt est probablement en pierre de Kelheim. La boîte de sous-titre, densément remplie, parsemée d'une cheminée incurvée avec une courbe élégante, est soutenue par une bordure légèrement rebondissante. Le miroir de la console est fermé par le haut par une encoche, avec un texte latin de forme fragmentaire qui est coupée en deux par un bas relief, délicatement sculpté, présentant le dieu Janus (seul ornement figuratif). L'inscription comprend, de haut en bas, onze rangées de prose indiquant notamment la ville et l'année de sa naissance, suivi de huit lignes écrites par Miklós Istvánffy (Terrarum Oceanique) et d'une rangée comprise de part et d'autre de la tête de Janus à l'extremité basse. D'autres épitaphes ont été écrites par Johannes Posthius (de) (In tumulum Nicasii), Giovanni Botero, Richard White de Basingstoke et Andreas Dudith.
Texte intégral de l’épitaphe gravée sur la pierre tombale (dimension 108 cm par 85 cm, épaisseur: 4 cm) de Nicaise Ellebaudt (en Latin) :
- 11 premières lignes :

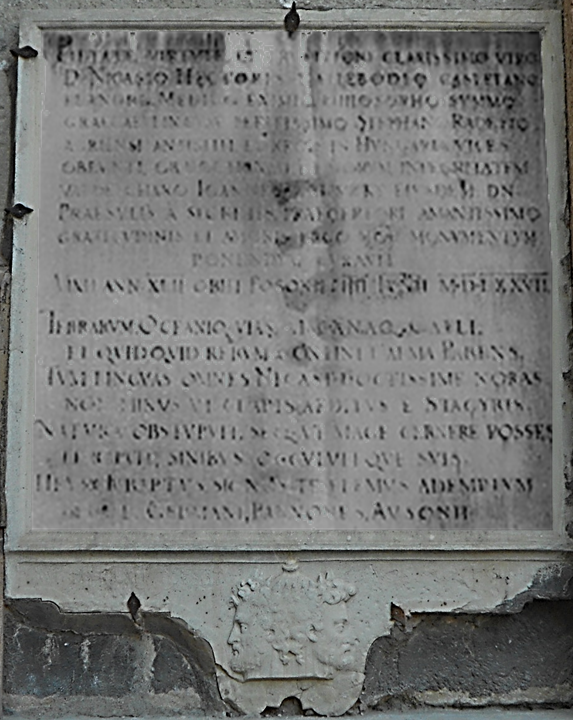
Monument funéraire d'Ellebaudt situé dans le mur sud de la cathédrale Saint Martin de Bratislava

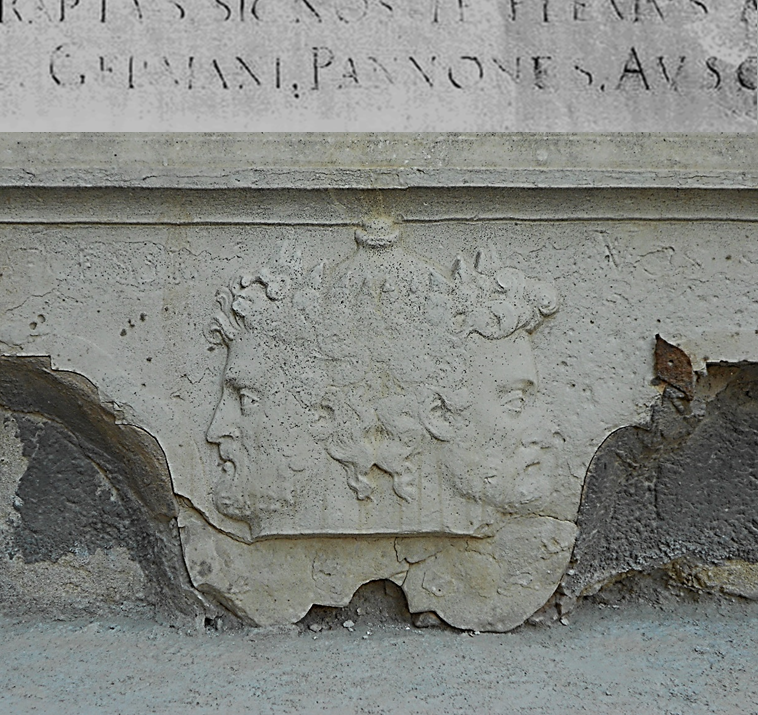
Bas relief du monument funéraire d'Ellebaudt à la Cathédrale Saint Martin de Bratislava

PIETATE VIRTVTE, ET ERVDITIONE CLARISSIMO VIRO,
D. NICASIO HECTORIS F: ELLEBODIO CASLETANO,
FLANDRO, MEDICO EXIMIO, PHILOSOPHO SVMMO,
GRAECAE LINGVAE PERITISSIMO STEPHANO RADETIO
AGRIENSI ANTISTITI ET REGIS IN HVNGARIA VICES
OBEVNTI, OB DOCTRINAM ET MORVM INTEGRITATEM
VALDE CHARO IOANNES ZALWZKY EIVSDEM DN:
PRAESVLIS A SECRETIS, PRAECEPTORI AMANTISSIMO
GRATITVDINIS ET AMORIS ERGO HOC MONVMENTVM
PONENDVM CVRAVIT.
VIXIT ANN: XLII. OBIIT POSONII IIII IVNII MDLXXVII.
- 8 lignes de Miklós Istvánffy :

TERRARVM, OCEANIQ VIAS, ARCANAQ CAELI,
ET QVIDQVID RERVM CONTINET ALMA PARENS,
TVM LINGVAS OMNES NICASI DOCTISSIME NORAS
NON MINVS VT CLARIS AEDITVS E STAGYRIS.
NATVRA OBSTVPVIT, SEQ. VT MAGE CERNERE POSSES
TE RAPVIT, SINIBVS OCCVLVITQVE SVIS.
HEV SIC TV RAPTVS, SIC NOS TE FLEMVS ADEMPTVM
BELGAE, GERMANI, PANNONES, AVSONII.
- ligne du bas-relief :

AMICI EGO PRAECESSI. (JANUS) VOS SEQVEMINI.
C'est l'une des tombes les plus importantes de la seconde moitié du XVIe siècle, abondante en exaltation, mais très simple en termes de représentation. À la fin du XVIe siècle, la représentation de Janus peut sembler être assez curieuse bien que le texte l'entourant « Amici ego praecessi, vos sequemini » (Mes amis, je suis allé de l'avant, vous me suivrez) ne pose pas de problème d'interprétation. Pour Mikó Árpád, le langage spéculatif et emblématique de Janus est presque sans précédent dans l'art funéraire hongrois contemporain. Cependant, il est à noter que Janus était utilisé par Ellebaudt comme sceau et qu'il savait exactement ce qu'il représentait dans l'antiquité classique (voir ci-dessus). Cependant, cette pierre tombale de l'église Saint-Martin de Bratislava, bien que dans un état diminué, donne une réflexion très plastique des rôles, de l'importance et de la composition sociale de Bratislava (alors capitale du Royaume de Hongrie). Elle peut également être considérée, avec les autres monuments funéraires, comme une sorte de panthéon national hongrois des XVIe – XVIIe siècles. Pour Pálffy Gézal, « il est donc de la plus haute importance que nous préservions soigneusement cet héritage ».
On trouve également dans la correspondance de Justus Lipsius la phrase latine suivante dans une lettre à destination de Andreas Dudithius en 1584 : « Nicasium Ellebodium ab adspectu numquam novi, optime a nomine, iam tunc cum Romae apud Cardin.[alem] Granvellanum agerem, paucis mensibus post eius discessum. Nam ipse tunc Patavii et scio me aliquando eum scripsisse, Cardinalis nomine et issu. Scire velim vivatne, et ecquid agat. ».
Charles de l'Ecluse s'exprime ainsi dans le recueil de lettres de P. Burman, Sylloge Epistolarum a viris illustribus scriptarum (ici à destination de Justus Lipsius, p. 311-312) : « Quoniam vero ex Epistola ad Duditium, Nicasii Ellebodii obitum tibi ignotum fuisse deprehendi (an post id temporis intellexeris me latet) operae precium facturum arbitratus sum, si hac epistola significarem, illum Posonii Ungariae oppido ad Danubium, decimo infra Viennam miliari, pestilenti febre correptum, expirasse pridie Nonas Junii, inter secundam ac tertiam pomeridianam, anno CIC IC LXXVII. magno omnium amicorum moerore, atque ipsius Maecenatis Stephani Radecii Agriensis Episcopi, Caesaris in Ungaria Vicarii, cuius mensa multis annis vixerat (iis sane quibus ipsum novi 73. et. sequentibus) cuius item liberalitate Agriensem canonicatum adeptus erat. An autem Duditii contubernio usus sit, ante quam in Pannoniam se conferret, ignorare me fateor. Mortuo scripserunt epitaphia bini, et ego propter summam, quae mihi cum ipso postremis illis annis fuit, familiaritatem, tumulum illi posui. Omnium exemplar mitto ». On apprend clairement dans cette correspondance que Nicasius Ellebaudt est mort d'une fièvre pestilentielle, le quatrième jour de Juin 1577, entre la deuxième et troisième heure de l'après-midi.
Johannes Posthius (de) s'exprime ainsi dans son épithaphe :

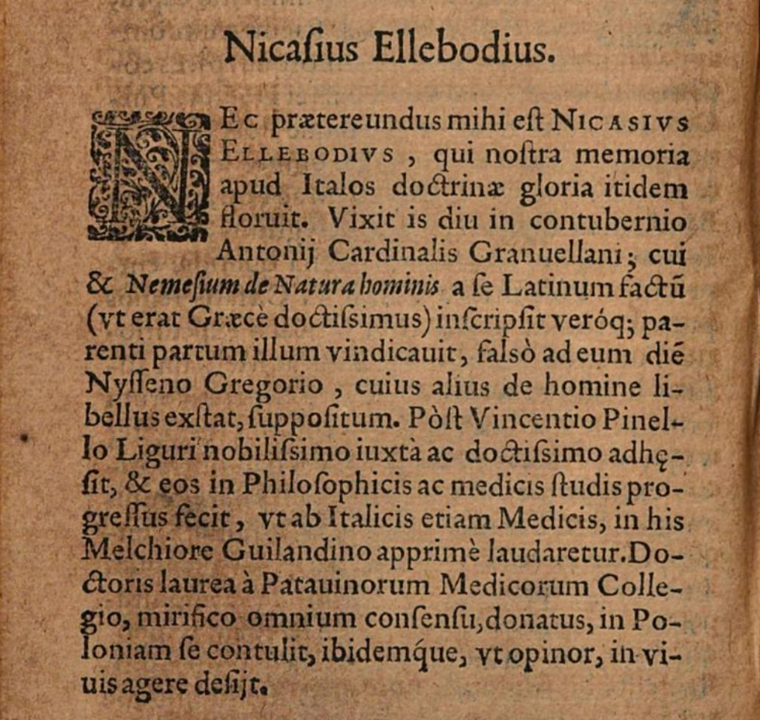
Éloge de Nicaise Ellebaudt par Aubert Le Mire (In Elogia illustrium Belgii scriptorum, p. 122, 1602)

« IN TUMULUM NICASII ELLEBODIJ. ISTA NICASIUS MEDICUS REQUIESCIT IN URNA, CUI GENUS ET CUNAS BELGICA TERRA DEDIT, INGENIUM PALLAS RARUM, CYLLENIUS ARTES INGENUAS : JUVENEM PANNONIA, HEU, RAPUIT. EXSTINCTI CHARITES ET MUSAE ET PHOEBUS ALUMNI MANSURO FAMAM CARMINE AD ASTRA VEHUNT ». Cette épithphe confirme que Ellebaudt repose dans une urne et que « les grâces, les muses et les étudiants d'Apollon voyagent vers les étoiles et chantent sa renommée pour longtemps ».
Dans le livre de Adriaan van der Burch on trouve l'épitaphe suivante : « NICASII ELLEBODII CASLETANI : Cum tria pastoris coelestia numina formam, Idaei arbitrio supposuere suam : Addita tunc si illis HIERONYMA quarta fuisses, Dixisset cunctis sensibus attonitus: Quamvis mortalis, Divas HIERONYMA vincis. Quidquid habent illae, nempe COLUMNA, tuum est ».

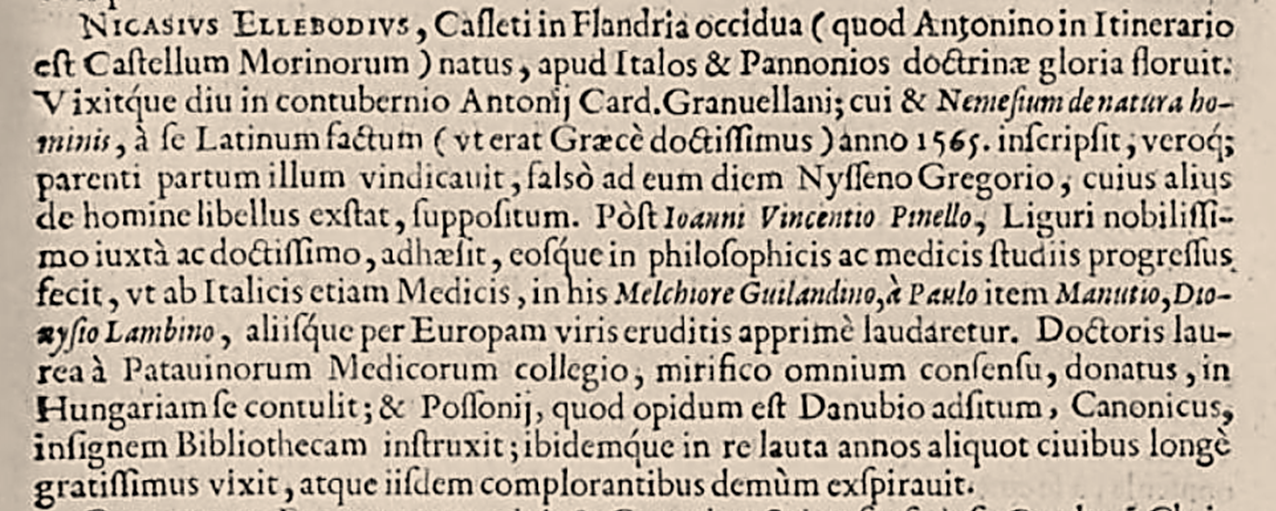
Éloge de Nicaise Ellebaudt In Bibliotheca ecclesiastica sive nomenclatores (p. 77, 1649).

Dans une lettre, adressé à Joachim Camerarius le Jeune (Vienne, le 6 août 1577), Charles de L'Écluse s'exprime ainsi au sujet de György Purkircher (hu) et de l'épitaphe pour accompagner dans la mort le « Seigneur Nicasius » : « Salutat te Purkircherus et scribit, ut te monerem aliquid scribere in tumulum domini Nicasii Ellebodii, qui magno cum amicorum moerore febre pestilente extinctus est Posonii 4. lunii, quod significasse tibi puto. Homini respondi habere te occasionem potius Epicedion conscribendi uxori, quae tibi adempta esset superiore mense. Vult Purkircherus, quae amici scripserint epitaphia in mortem domini Nicasii, ut videtur, evulgare et hanc amico mortuo referre gratiam »...
Entre autres, le philologue allemand Gottfried Jungermann dans sa version grecque des Commentaires de César, attribuée à Planude, cite à de nombreuses reprises le nom de Ellebaudt,,,
En mai 2018, une plaque commémorative a été dévoilée, à Cassel (rue Notre Dame), sa ville natale.

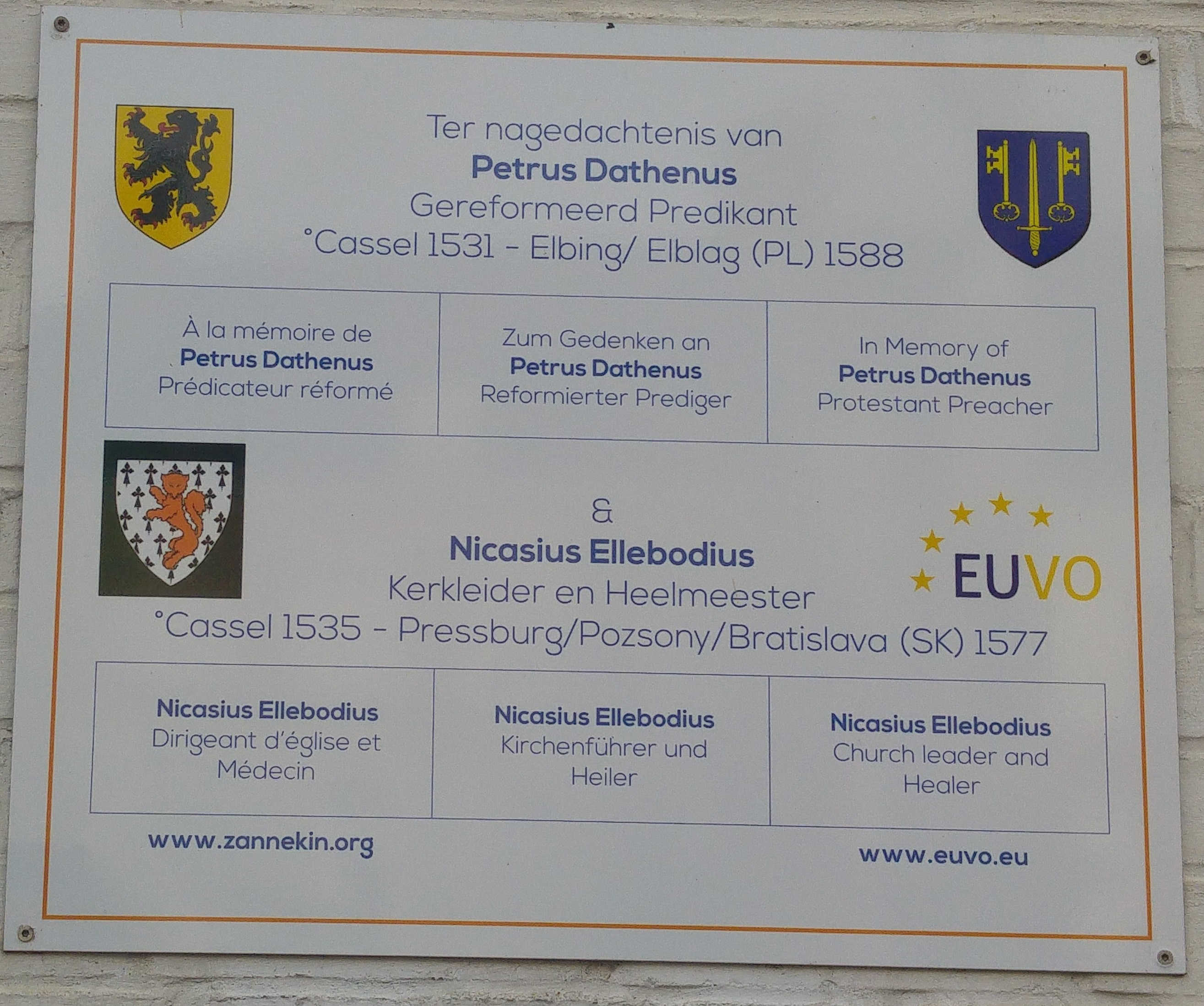
Plaque d'Ellebaudt à Cassel